# Innerer Parkring
Der Innere Parkring ist mit der Nummer 18 einer der 20 grünen Hauptwege in Berlin. Das ist eine Zusammenstellung von 20 Wanderwegen durch das Berliner Stadtgebiet mit einer Gesamtlänge von rund 550 Kilometern. Ziel ist es, „Wohngebiete mit den vielfältigen Erholungsmöglichkeiten in Parkanlagen und Naherholungsgebieten von Berlin und Brandenburg“ (Senatsverwaltung für Stadtentwicklung und Umwelt) miteinander zu verknüpfen. Der Fußgänger soll dabei die Möglichkeit haben, „die Stadt als eine Verbindung von Kultur, Geschichte und Ökologie intensiv zu erleben“.

## Verlauf
Der 52 Kilometer lange Parkring umschließt die Berliner Innenstadt und verbindet große und kleine Parkanlagen mit grünen Nischen in der Stadt, so die große Freifläche des ehemaligen Flughafens Tempelhof. Der ausgedehnte Volkspark Wilmersdorf wurde Anfang des 20. Jahrhunderts in einer eiszeitlichen Rinne angelegt. Der Volkspark Jungfernheide im Nordwesten ist der zweitgrößte Park von Berlin und wurde in den 1920er Jahren auf 146 Hektar Waldgebiet angelegt, das von der Innenstadt bis Spandau reichte. Die Streckenführung geht durch die urbanen Ortsteile Wedding, Gesundbrunnen und Prenzlauer Berg. Im östlichen Verlauf in Friedrichshain und dem Kreuzberger Wrangelkiez befinden sich Cafés und Restaurants am Weg. An den Ufern des Landwehrkanals und des Neuköllner Schifffahrtskanals schließt sich der Kreis.

„Unmittelbar um die dicht bebaute Innenstadt von Berlin liegt ein Ring von Volksparken, Kleingärten und Friedhöfen, der ‚Innere Parkring‘. Er ist – dank einer vorausschauenden Stadtentwicklungsplanung in den 1920er Jahren – als Beitrag zu gesunden Lebens- und Arbeitsbedingungen für alle Berliner angelegt und gesichert worden. Neue Parkanlagen wie der Mauerpark und der Natur-Park Schöneberger Südgelände ergänzen die historischen.“

Die hier folgende Beschreibung des Hauptwegs 18 verläuft rechts herum vom Tempelhofer Feld durch die Bezirke und zurück zum Tempelhofer Feld.

### Tempelhof

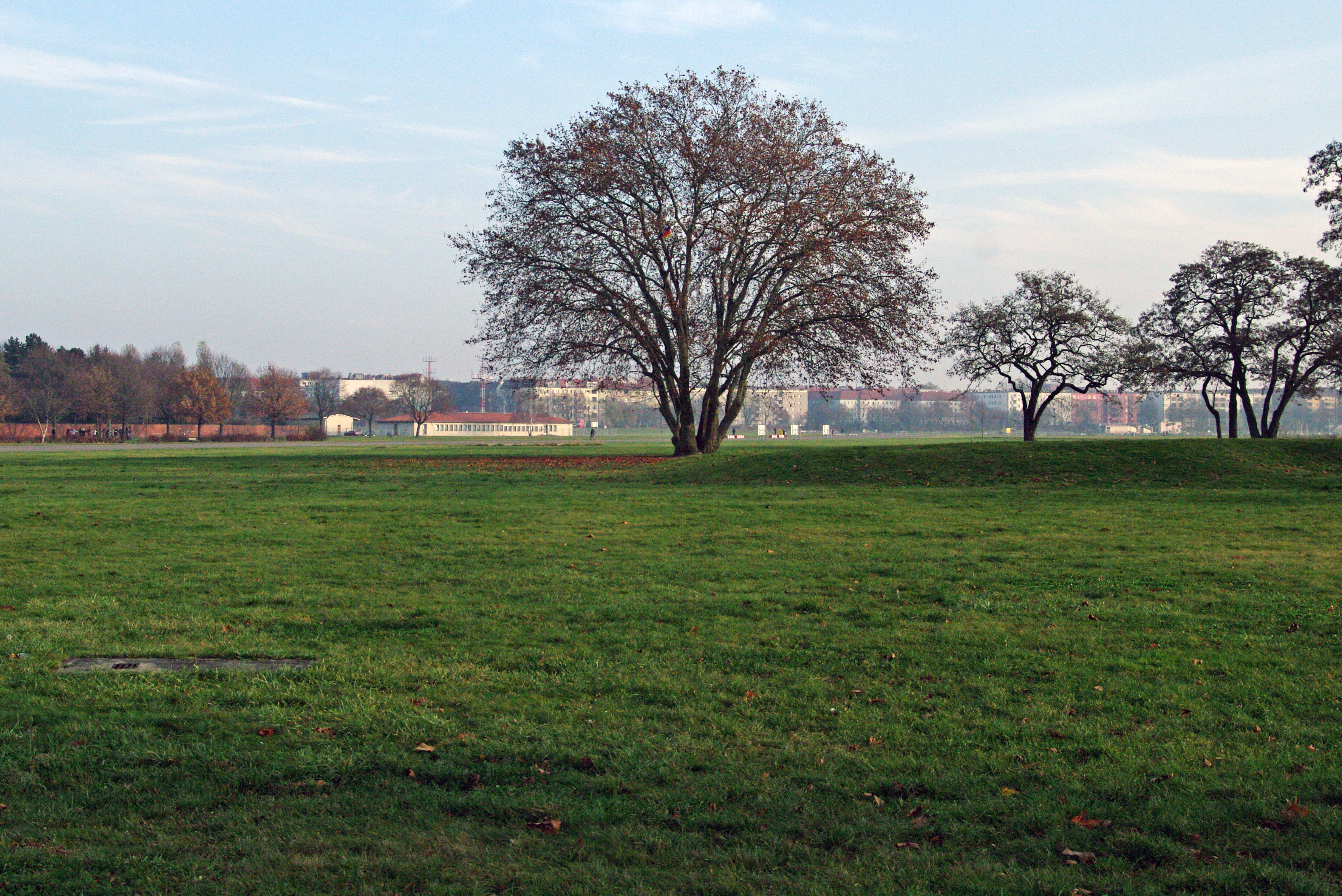
Baum und Wiesen im Norden des Tempelhofer Flughafen

Der (nach der FIS-Broker-Angabe) definierte südliche Anfangspunkt (Karten) für den Inneren Parkring, der grüne Hauptweg 18, liegt in Tempelhof auf dem Gelände des ehemaligen Flughafens Tempelhof. Diese Stelle ist gut vom S- und U-Bahnhof Tempelhof erreichbar. Nach der endgültigen Aufgabe des Flughafens wird diese Fläche, die anfangs militärisches Übungsgelände der preußischen Truppen war, auch als Tempelhofer Freiheit bezeichnet. Der Verlauf des Hauptwegs wird in diesem Artikel gegen den Uhrzeigersinn beschrieben. Zunächst führt er über die (vormalige) südliche Start- und Landebahn, ein 50 Meter breites Betonband. Dieser auch für Skater geeignete Weg, liegt mit den letzten 250 Metern über die Ortsteilgrenze hinweg schon auf Tempelhofer Gebiet.

### Neukölln

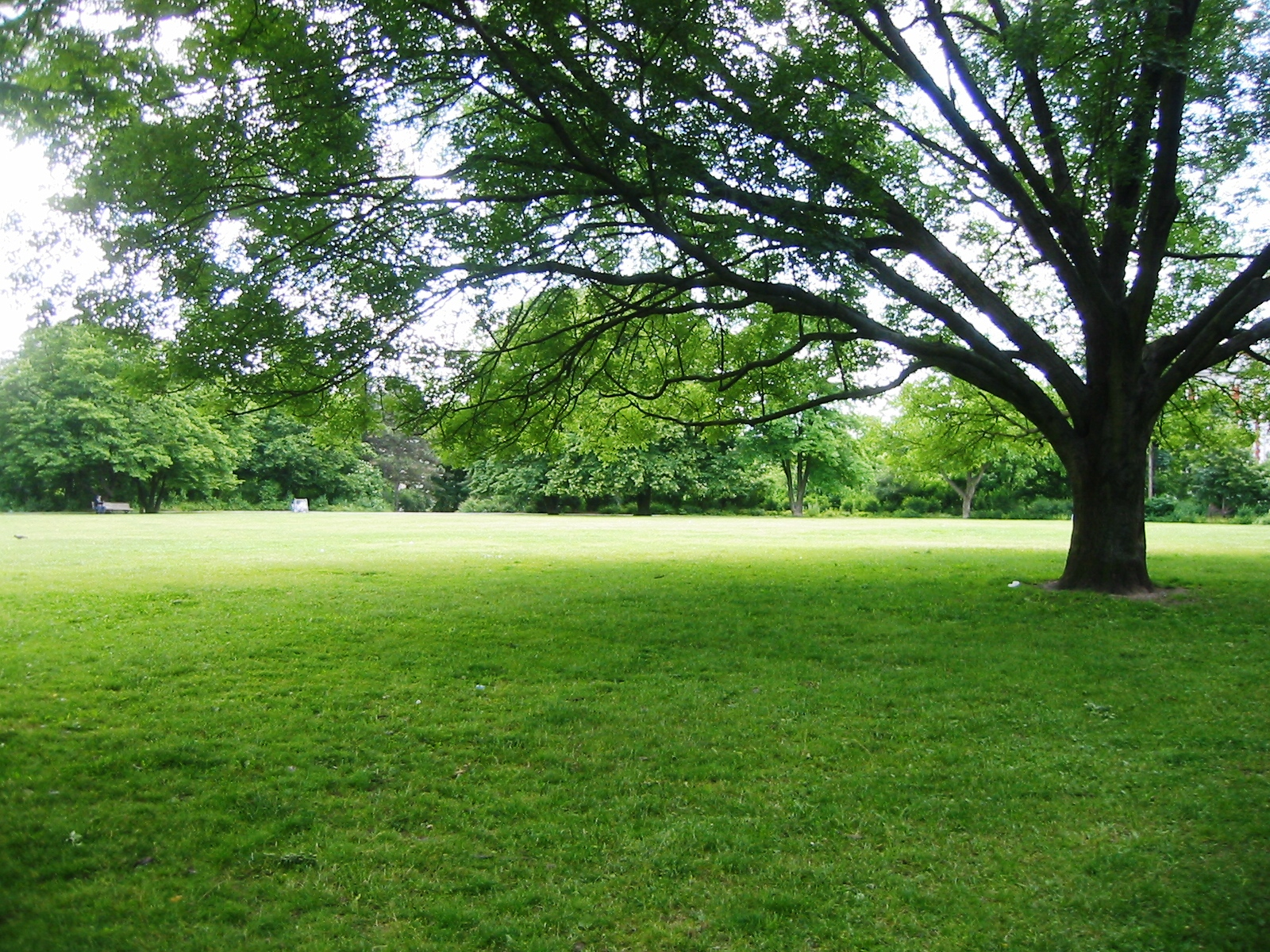
Thomashöhe

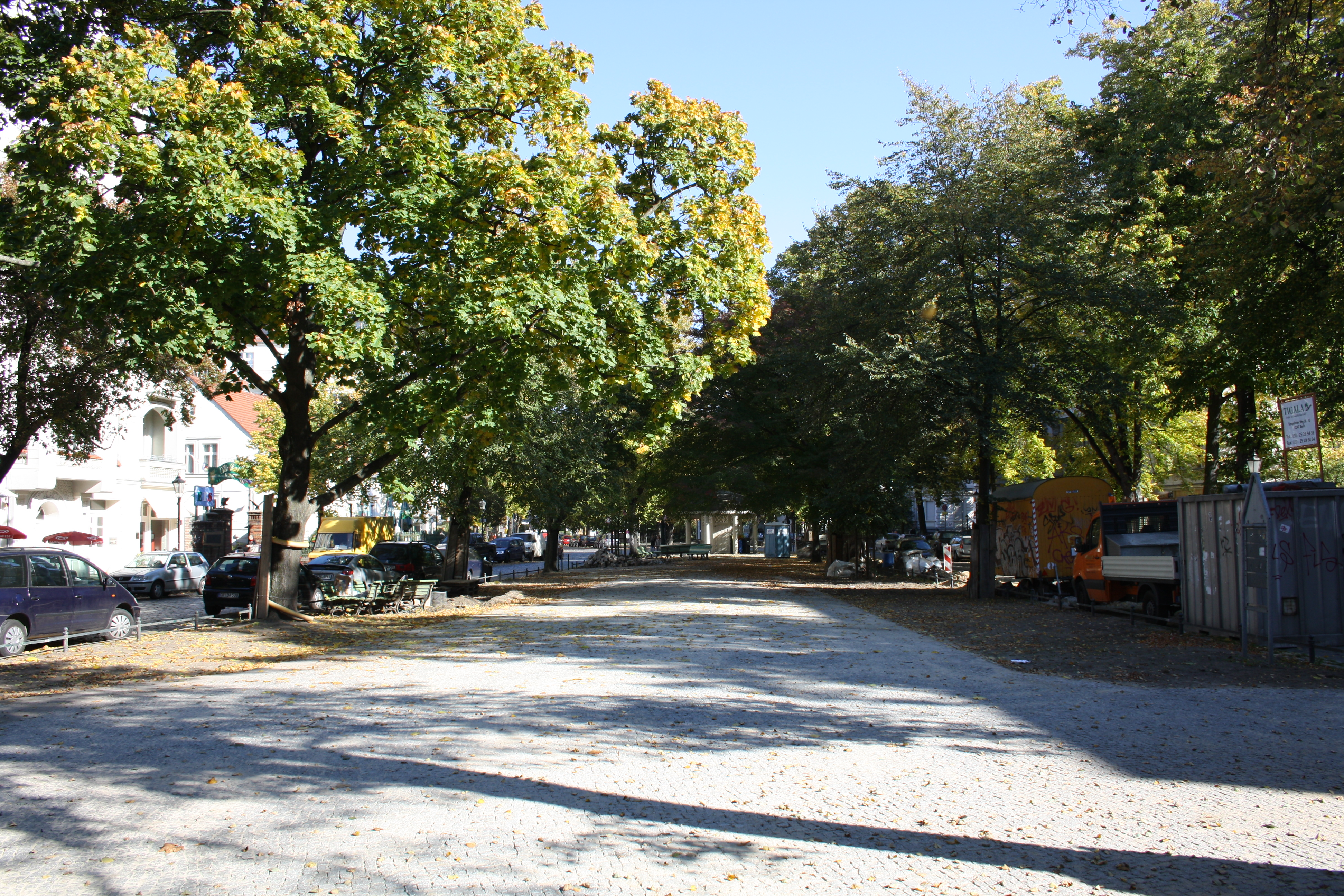
Innerer Parkring über den Richardplatz

Am Ende des ehemaligen Flughafengeländes geht es in den Ortsteil Neukölln. Von nun geht es über einen (wegen der damaligen Fugenbewegungen für Kraftfahrzeuge nicht befahrbaren) Zwischenteil der Oderstraße, es führt der Kirchhofweg zwischen dem ehemaligen St.-Thomas-Kirchhof und dem „Kirchhof V der Jerusalem- und Neuen Kirchgemeinde“ hindurch zur Hermannstraße am U-Bahnhof Leinestraße. Die Straße kreuzend setzt sich der Weg in der Thomasstraße zur Parkanlage Thomas-Höhe fort. Die Straße wird links von St.-Thomas-Kirchhof im Weiteren vom Park der Thomas-Höhe und rechts von Wohngebäuden (Altenbraker- und Ilsestraße) begleitet. Etwas abseits über Selke- oder Rübelandstraße erreichbar, befindet sich im Süden der Körnerpark. Von links kommt der Mittelweg und kurz danach ist die Karl-Marx-Straße am Karl-Marx-Platz zu überschreiten und am Richardplatz wird das alte Neukölln (Rixdorf und Böhmisch-Rixdorf) begangen. An der Fußgängerzone Richardplatz werden Schierker-, Richard-, Zwiestädter und Schudomastraße berührt und gekreuzt, anschließend führt der Hauptweg nach links innerhalb der Fußgängerzone weiter durch die Hertzbergstraße und über die Böhmische Straße hinweg. Über die Sonnenallee kreuzend führt der Hauptweg Nummer 18 über den begrünten Hertzbergplatz in die Treptower Straße, nach dem Queren von Stuttgarter, Weser- und Werrastraße wird vor der Treptower Brücke das Weigandufer nach links westwärts am Neuköllner Schifffahrtskanal entlang begangen. Nach links führen die Ulster-, Roseggerstraße, ein Bolz- und Spielplatz, dann der Truseweg. An der Innstraße führt der Elsensteg über den Kanal zur Elsenstraße, gefolgt von der Kreuzung mit der Wildenbruchstraße mit der Wildenbruchbrücke und der Elbestraße.
An der Fuldastraße bleibt der weitere Weg über den Weichselplatz bis zur Ecke Weichselstraße, auf der Wasserseite geht hier der Schifffahrtskanal in den Landwehrkanal, nordwärts zur Spree und westwärts verläuft dieser durch das Stadtinnere, zunächst nach Kreuzberg. Die Nordecke des Weichselplatzes am Ufer des Neuköllner Schifffahrtskanals liegt am Übergang der Weichselstraße in das Maybachufer, das die Grenze zu Kreuzberg bildet. Der Hauptweg verlässt hier den Ortsteil.

### Alt-Treptow

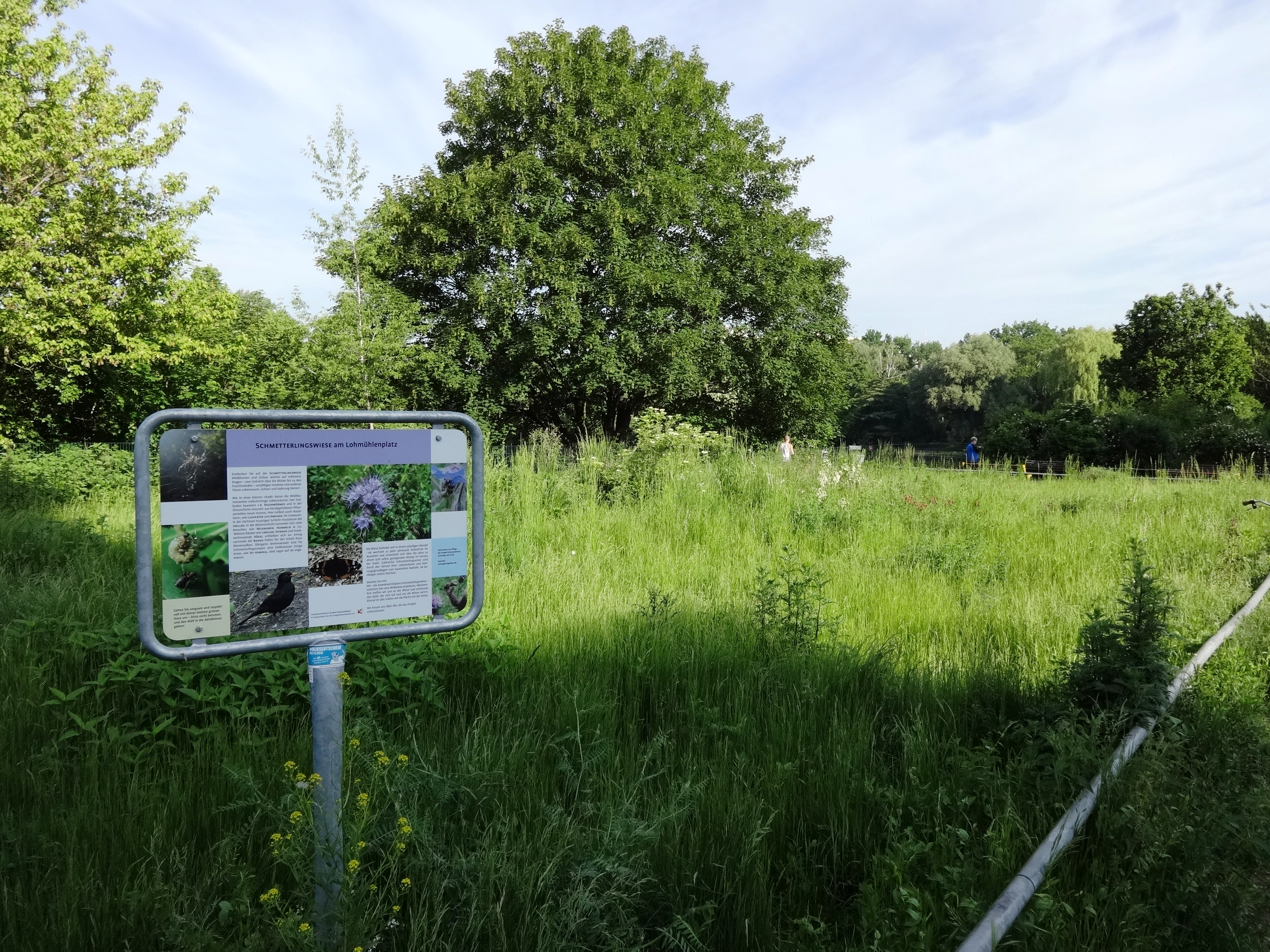
Schmetterlingswiese am Lohmühlenplatz

Der Innere Parkring folgt über die Lohmühlenbrücke zum Lohmühlenplatz (Karten). Dieser bildet das Grenzdreieck zwischen Neukölln, Kreuzberg (zu dem die Wasserflächen gehören) und dem Ortsteil Alt-Treptow (am Nord-, Ostrand des Platzes), sodass der Hauptweg hier am Kiehlufer / Ecke Harzer Straße auf den Berliner Mauerweg trifft. In Alt-Treptow gehen diese beiden Wege gemeinsam am Grünzug (vormals Standfläche der Berliner Mauer) auf der Ostseite des Landwehrkanals nach Norden, die gesamte anliegende Wasserfläche gehört zu Kreuzberg. Eine folgende ehemalige und namenlose Eisenbahnbrücke führte bis zum Sommer 1985 die Görlitzer Bahn zum Görlitzer Bahnhof. Der Bahnhof existiert bis auf einige Mauerreste nicht mehr und so liegt auf der Fläche der für das eng bebaute Kreuzberg wichtige Görlitzer Park. Der Flutgraben zwingt mit seinem Ufer den Grünen Hauptweg (Wiesenufer) nach rechts, während der Landwehrkanal links geradeaus weitergeht. Im Verlauf der Lohmühlenstraße wird mit der Treptower Brücke und Passage des Schlesischen Busches der Ortsteil verlassen.

### Kreuzberg

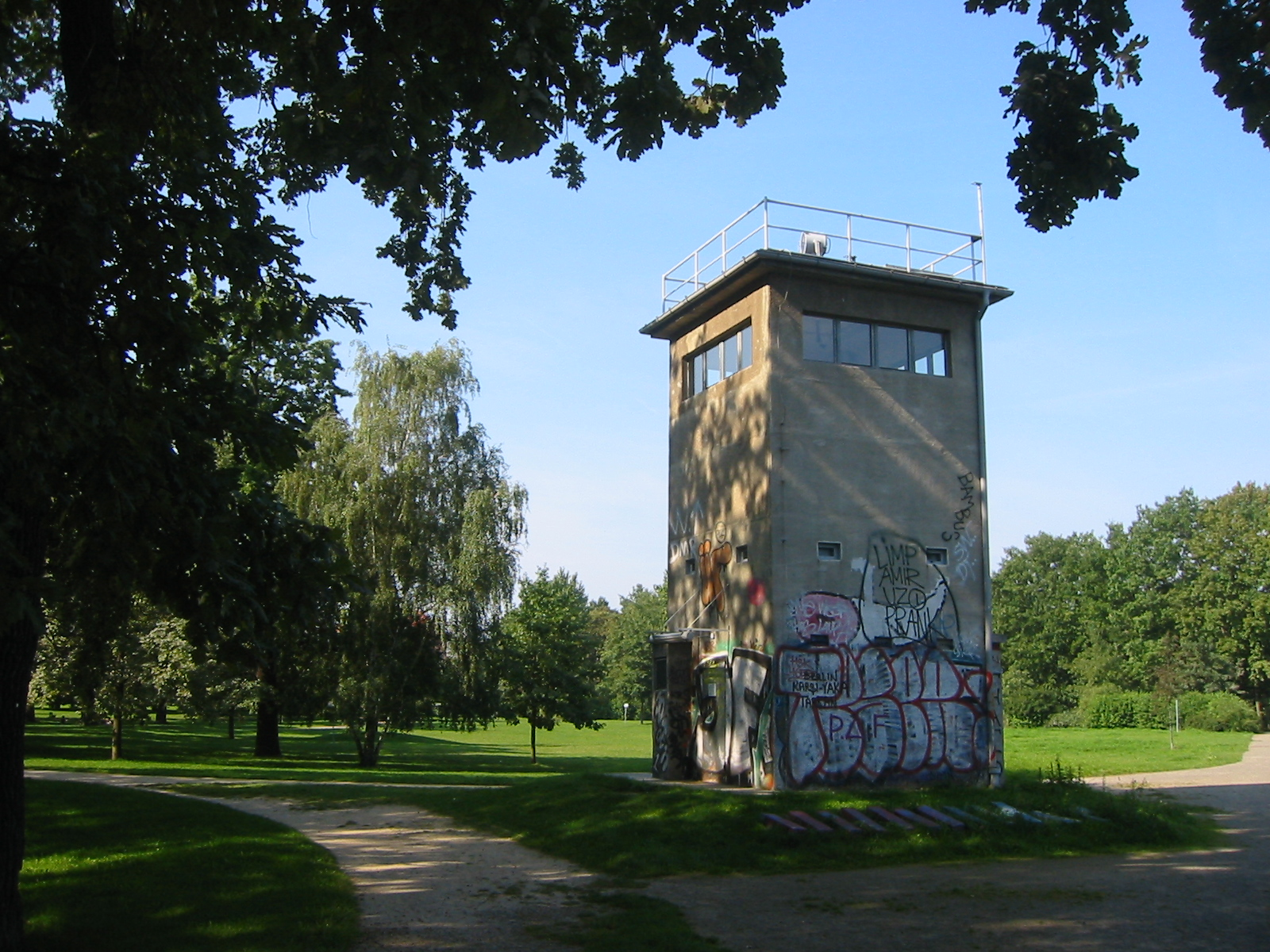
Alter Grenzturm im Schlesischen Busch

Mit dem Betreten der Treptower Brücke wird der Ortsteil Kreuzberg betreten. An die Brücke anschließend führt der Weg nach links durch einen kleinen Busch, nach rechts ist der Schlesische Busch mit einem der letzten Wachtürme der Mauerzeit zu erreichen. Der Innere Parkring nutzt den Ernst-Heimann-Steg über den Landwehrkanal zum Görlitzer/Heckmann-Ufer. Die Wegführung nimmt die dritte Richtung der Taborstraße (Taborkirche) im Bogen zur Wrangelstraße. Diese ist weniger verkehrsreich als die parallel liegende Schlesische Straße, führt jedoch ebenfalls durch Wohngegenden mit Altbauten. Nach der Cuvrystraße führt der Weg 18 in die Falckensteinstraße nach rechts über die Schlesische Straße zur Spree. Hier verläuft die Oberbaumstraße, über die die U-Bahn als Hochbahn über die Spree zum U-Bahnhof Warschauer Straße fährt. Die vorherige U-Bahn-Station Schlesisches Tor war bis in die 1990er Jahre das Ende der U-Bahn-Linie U1, da diese seit 1961 wegen des Mauerbaus unterbrochen war. Hier verlässt der Innere Parkring Kreuzberg, denn die Spree gehört bereits zum Nachbarortsteil.

### Friedrichshain

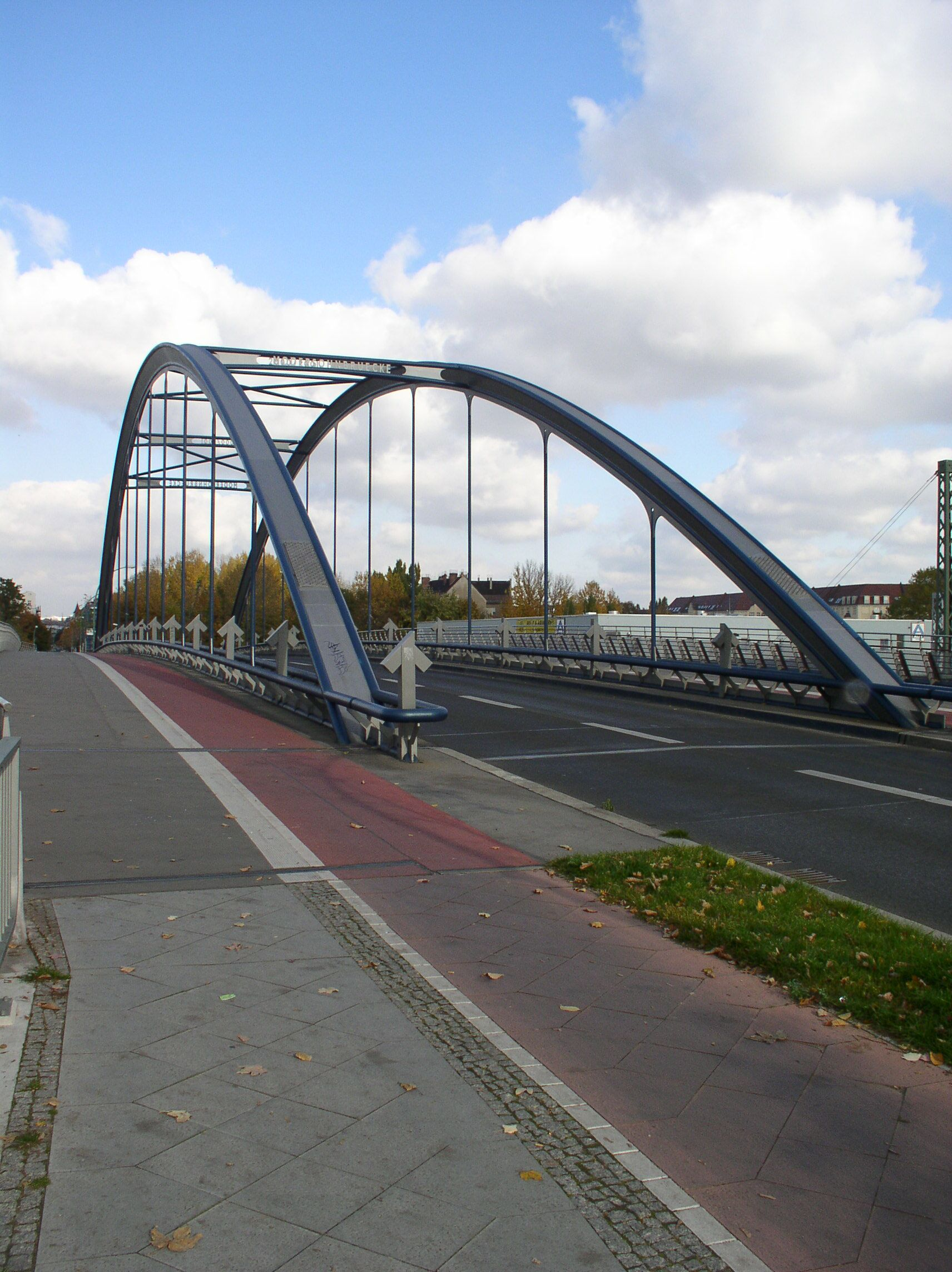
Innerer Parkring über die Moderssohnbrücke

Am Spreeufer wird mit der Oberbaumbrücke der Ortsteil Friedrichshain betreten. Die Oberbaumbrücke bringt den Inneren Parkring auf das Spreenordufer, wo der Spreeweg/Berliner Urstromtal nach links entlang führt. Das kurze Straßenstück auf der Landseite, Am Oberbaum, wird zunächst an der B 96a nach rechts zum Spreeufer begangen. Der Spreeweg und der Mauerweg führen am Spreeufer entlang nach Westen (links entlang) zum East-Side-Park und der Mauerkunst der East-Side-Gallery. Der andere Ast des Hauptweg 01 (Spreeweg) (ostwärts) und der Innere Parkring nutzen den Uferweg gemeinsam und trennen sich nach 560 Metern wieder. Der Spreeweg läuft am Ufer weiter und der Parkring geht vom Ufer weg. Diesem Punkt der Spree gegenüber liegt das Landstück, das zwischen Abfluss des Landwehrkanals und Flutgrabens liegt in Höhe der Modersohnstraße (Karten). Zu dieser Straße geht es neben dem Gebäude von MTV Networks Germany vom Spreeufer nach Norden. Eine Ampelanlage zur Modersohnstraße verhilft zur Überquerung der sechsspurigen Stralauer Allee, die nun von der Spree weg dem Inneren Parkring als Trasse dient. An der Corinthstraße wird der Rudolfplatz (mit Sport- und Spielplatz) mit der Rudolfstraße an seiner Nordseite begangen, bevor die Modersohnbrücke erreicht ist. Diese mit ihren Brückenrampen fast 200 Meter lange Brücke führt über die Bahnstrecke zwischen den S-Bahnhöfen Warschauer Straße und Ostkreuz. An der Kreuzung Revaler Straße führt der Hauptweg 18 geradeaus weiter und am Beginn der Gärtnerstraße nach links in die Simplonstraße zur Wühlischstraße durch Friedrichshainer Altbaubestand. Die Wühlischstraße wird nach links benutzt und vor deren Namenswechsel in Kopernikusstraße mit der durchgehenden Tramlinie M13 hinweg wird die Simon-Dach-Straße mit ihren Szenerestaurants und altem Baumbestand erreicht. Auf dieser Straße geht es an Krossener Straße vorbei, über die Grünberger und Boxhagener Straße hinweg in die Niederbarnimstraße zur Frankfurter Allee (B 1/B 5).
Unter der Frankfurt Allee liegt die U-Bahn-Trasse der Linie U5 zwischen U-Bahnhof Frankfurter Tor und Samariterstraße liegt. Die Wohnbauten an dieser Kreuzung zur Proskauer Straße trennen die Prachtbauten der 1950er Jahre der ehemaligen Stalinallee vom Altbaubestand. Über Rigaer Straße hinweg und an der Schreinerstraße vorbei wird an der Bänschstraße der Forckenbeckplatz mit seinen Grünanlagen erreicht und schräg durch die Eldenaer Straße im Weiteren überquert, hier wird der Ortsteil verlassen.

### Prenzlauer Berg

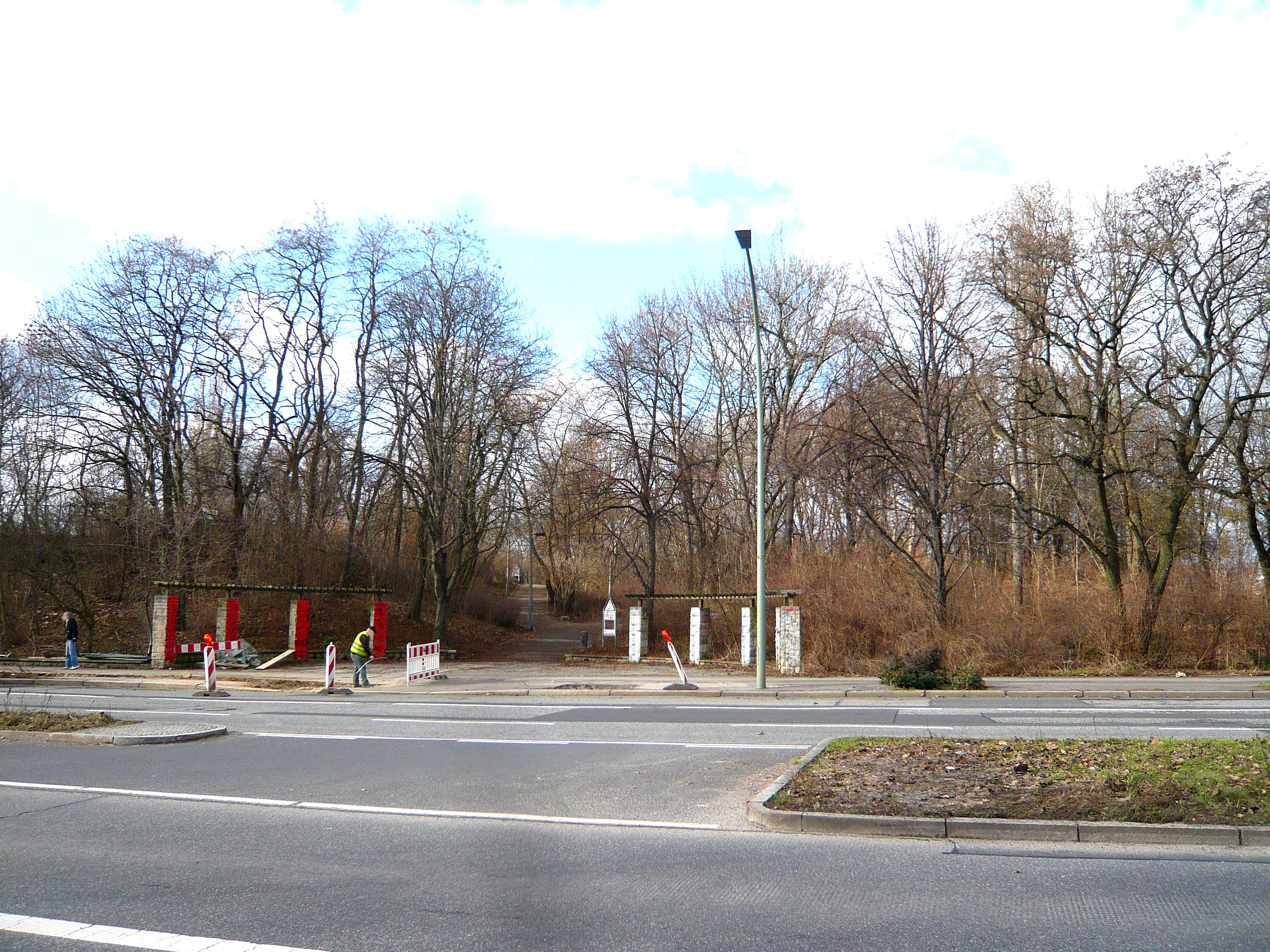
Der Innere Parkring am Eingang in den Anton-Saefkow-Park

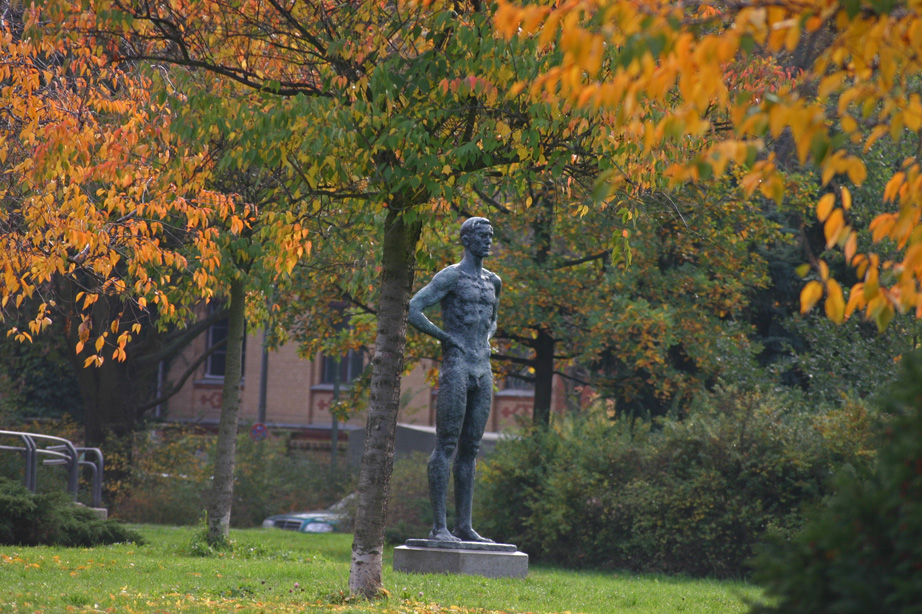
Skulptur im Thälmann-Park

Mit dem Überqueren der Eldenaer Straße wird an deren Nordseite (Karten) der Ortsteil Prenzlauer Berg (Bezirk Pankow) betreten, auch PrenzlBerg genannt. Auf dem folgenden Park-/ Wiesengelände zwischen August-Lindemann- und Richard-Ermisch-Straße befand sich bis in die 1990er Jahre der Zentralviehhof Berlins. Mit einer Links-Rechts-Führung durch den Park wird der Grünzug zwischen Zur Börse und Zur Marktflagge für den grünen Hauptweg 18 genutzt. Die Thaerstraße wird gekreuzt und auf der Otto-Ostrowski-Straße zwischen Grünflächen und Wohnbauten (Kurt-Exner-, Agnes-Wabnitz-Straße) gehend die Ecke Hermann-Blankenstein-Straße erreicht. Auf der letzteren Straße nach rechts verläuft der Hauptweg 18 bis zur Trasse der Stadtbahn, um unter der Landsberger Allee (gegenüber vom gleichnamigen S-Bahnhof) den Weg an der Nordseite von Schwimm-/Sporthalle und Velodrom (Europa-Sport-Park; vormals stand hier die Werner-Seelenbinder-Halle) bis zur Paul-Heyse-Straße und durch die folgenden Sportplätze und -hallen hindurch zur Conrad-Blenkle-Straße zu gehen.
Die Idealführung des Inneren Parkrings zwischen Sportanlage und S-Bahn-Trasse ist nicht begehbar. An der Kniprodestraße nach rechts führt der Innere Parkring in den Volkspark Anton Saefkow und hat in diesem ein kurzes gemeinsames Wegstück mit dem Hauptweg 7 (Hönower Weg). Der Hauptweg 18 führt jedoch weiter parallel zur Anton-Saefkow-Straße durch den Grünzug nach Westen und überquert die Greifswalder Straße (nahe am gleichnamigen S-Bahnhof) in den Ernst-Thälmann-Park (vormals Standort des Gaswerks) und um das Hochhaus an der Lilli-Henoch-Straße herum. Innerhalb des Parkgeländes folgt der Weg – am Zeiss-Großplanetarium vorbei – zur Prenzlauer Allee, die etwas südlich vom gleichnamigen S-Bahnhof zu überqueren ist. In Parallelstraßen zur S-Bahn-Trasse (Ahlbecker, Duncker-, Stargarder Straße, über die Pappelallee mit der Straßenbahnlinie 12 hinweg) führt der Hauptweg zur Gethsemanekirche, die auf der Gethsemanestraße (an ihrer Hinterseite) umgangen wird, sodass durch den S-Bahnhof Schönhauser Allee hindurch die Schönhauser Allee auf der Nordseite der S-Bahn erreicht ist. Durch den Viadukt der Hochbahn der U-Bahn-Linie U2 hindurch führt der Hauptweg weiter durch die Dänenstraße.
Die Idealführung entlang des S-Bahn-Abzweigs zwischen Ringbahn und Nord-Süd-Bahn ist wegen des hier befindlichen BSR-Recyclinghofs nicht begehbar. Der Innere Parkring geht so rechts in die Malmöer Straße zur Behmstraße/Schivelbeiner Straße, nach links wird die Behmstraße (Karten) zur Behmstraßenbrücke genutzt, wo er mit dem Lübarser Weg (Hauptweg 04) und dem Mauerweg zusammentrifft. Alle drei Wege nutzen die Rampe zur Norwegerstraße hinab und unter der Bösebrücke am Platz des 9. November 1989 (oben: Bornholmer Straße mit Anschluss am S-Bahnhof Bornholmer Straße) hindurch (Karten) zu einem Grünzug, der nach dem Abriss der Mauer entstanden und als Landschaftsschutzgebiet ausgewiesen ist.

### Pankow
Mit dem Betreten der Esplanade wird der Hauptweg aus Prenzlauer Berg in den Südwesten des Ortsteils Pankow geführt. Am Eschengraben nach links (westwärts) folgt ein Bahndurchgang in Verlängerung der Esplanade. Die Bahnunterführungen südlich vom Nassen Dreieck durch die Stettiner Bahn und die Berliner Nordbahn liegen im Bezirk Pankow (Ortsteil Pankow). Das Nasse Dreieck entstand durch das dritte Gleis am Nordrand als Verbindung der beiden Bahnstrecken. Als Fläche der seit 1990 abgerissenen Berliner Mauerbauten ist die weitere Nutzung der Fläche noch in der Diskussion.

### Gesundbrunnen

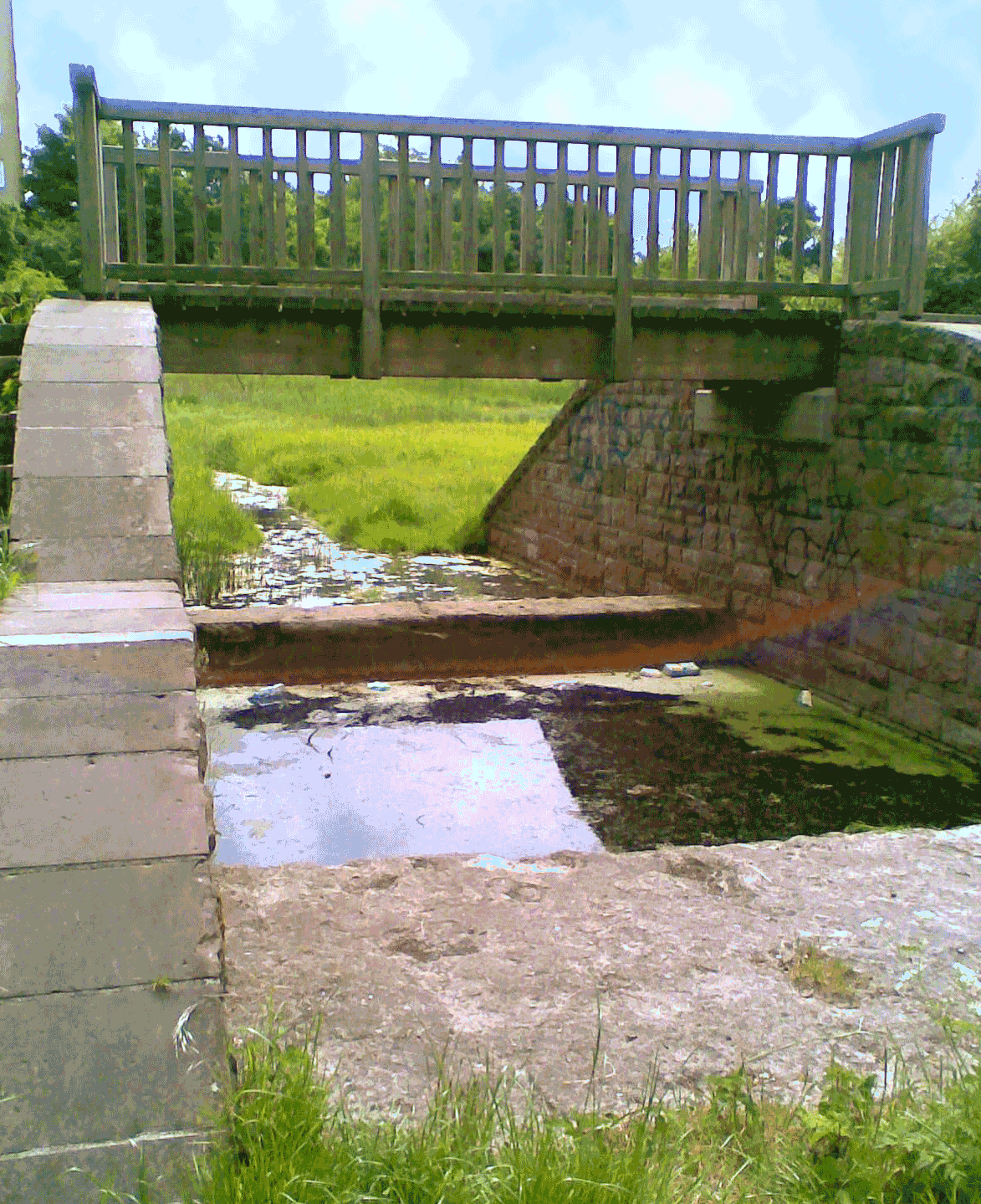
Das Pankegrundbecken am Inneren Parkring

Am Ende der Unterführung durch die Nordbahn (S-Bahn-Strecke Tegel und Oranienburg) erfolgt der Übergang in den Bezirk Mitte zum Ortsteil Gesundbrunnen. Um die KGA ‚Grüntal‘ herum trennen sich die Wege wieder. Während der Lübarser Weg und der Mauerweg nach Norden in die Steegerstraße gehen, wendet sich der Innere Parkring nach Süden in einen Parkstreifen der Grüntaler Straße. Nach 320 Metern in Gesundbrunnen führt er nach rechts in die Soldiner Straße und an der Freienwalder Straße wieder nach rechts zum Sophienkirchhof III. Dann innerhalb des Friedhofsgeländes nach links zum St.-Elisabeth-Kirchhof II, durch den die Wollankstraße erreicht wird. Über diese hinweg 110 Meter nach Norden (nach rechts) liegt der Eingang zum Kirchhof der Französischen Gemeinde III. Durch diesen hindurch geht der Hauptweg 18 zum Regenrückhaltebecken (,Franzosenbecken’ oder ‚Pankegrundbecken‘) an der Panke. An der Panke nach Süden, zusammen mit dem Nord-Süd-Weg (Hauptweg 05), geht es zum Heubuder Steg. Am Panke-Hauptweg weiter an der Panke entlang überquert der Innere Parkring die Panke zur Heubuder Straße und nutzt etwas pankeaufwärts einen Kleingartenweg (Fechhauser Weg) durch die KGA ‚Pankegrund‘ nach Westen über die Koloniestraße hinweg durch die KGA ‚Sommerglück‘. Am Ende der Gartenanlage trifft der Weg auf den Wendeplatz (Karten) der Papierstraße. Mit dem Ende der Papierstraße verlässt der Innere Parkring den Ortsteil.

### Reinickendorf

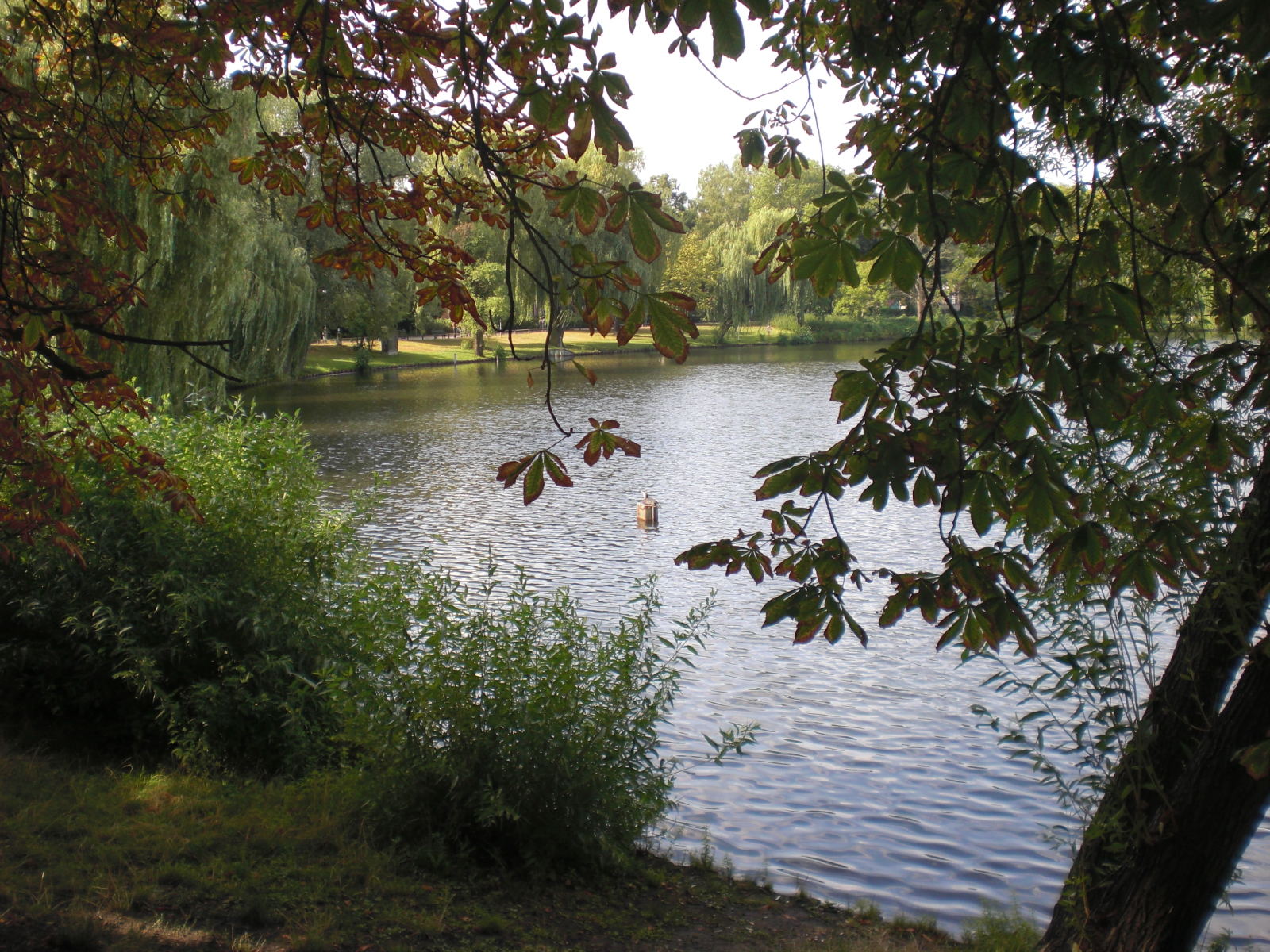
Blick auf das Südufer des Schäfersees

An der Ecke Papierstraße/Provinzstraße befindet sich der Wechsel von Gesundbrunnen in den Ortsteil Reinickendorf. Der Innere Parkring führt nun nicht in die gegenüberliegende Pankower Allee mit Bäumen auf dem Mittelstreifen, sondern nach links zur Holzstraße, kreuzt hier die Provinzstraße und nutzt die Letteallee (über Reginhard-, Mickestraße, Letteplatz, Kühleweinstraße) zur Grünfläche am Franz-Neumann-Platz nach rechts zum Eingang U-Bahnhof (an der Pankower Allee). Die Ampelanlage erleichtert das Überqueren der Residenzstraße (Teilstück der B 96) zur Straße Am Schäfersee. In der Grünfläche wird der Schäfersee am Nordufer mit dem Schäferseepark umrundet und an der KGA ‚Am Schäfersee‘ entlang (mit der Baseler Straße) auf dem Grindelwaldweg die baumbestandene Aroser Allee überquert. Der Friedhof der Golgatha-, Gnaden- und St.-Johannes-Evangelist-Gemeinde wird im Norden vom Schwarzen Graben auf dem Straßenzug Romanshorner Weg, Zermatter Straße zwischen den Wohngebäuden zu einer Grünfläche am Schwarzen Graben umgangen. Hier befindet sich der markierte nördliche Einstiegspunkt (Karten) in den Ringweg.
Dieser Punkt ist von der Gotthard- Ecke Teichstraße oder über die Julierstraße erreichbar. Ein Grünzug in Verlängerung der Teichstraße (ab Gotthardstraße) an der Überbrückung des Schwarzen Grabens (Karten) führt den Inneren Parkring westlich der Friedhofsflächen zur Holländerstraße. An deren Südseite wird der Ortsteil verlassen.

### Wedding

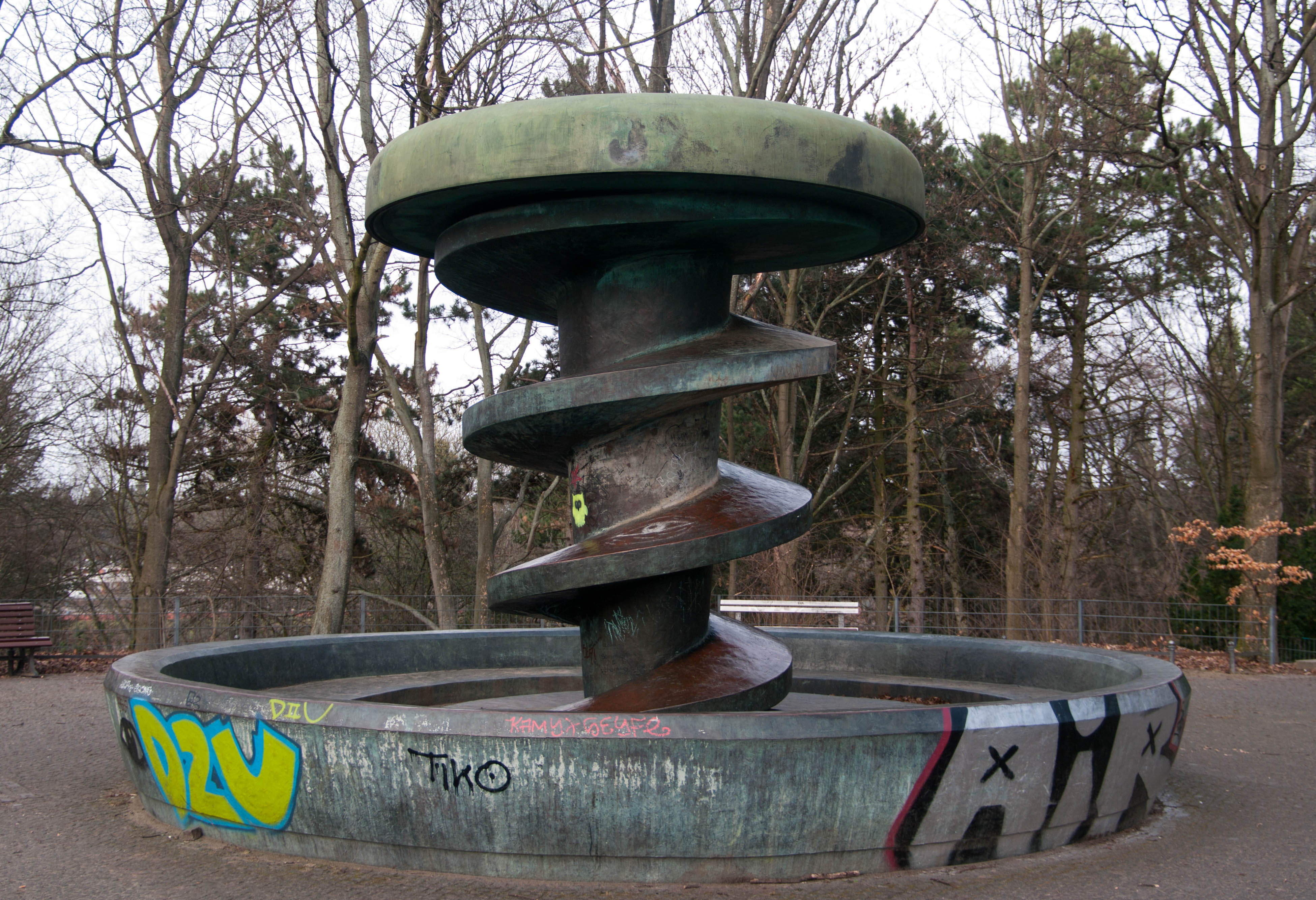
Rathenau-Denkmal im Volkspark Rehberge

Die Holländerstraße bildet die Bezirksgrenze Reinickendorf (zu dem das Straßenland gehört) nach Mitte, vom Ortsteil Reinickendorf in den Wedding. Im Wedding geht es an der KGA ‚Freudental‘ mit einem Bogen nach West um die Wohnhäuser Nummer 77, 77a, 77b herum und weiter am Rand des Domfriedhofs II sowie am Centre Francais de Berlin zur Müllerstraße (Ecke Londoner Straße). Hier befindet sich an der Ecke Dubliner Straße der U-Bahnhof Rehberge. Der Hauptweg überquert die Müllerstraße zur Petersallee und in deren Verlauf wird am Manga-Bell-Platz die Afrikanische Straße (Ecke Togostraße) gekreuzt. Am Ende der Petersallee Ecke Windhuker Straße wird der Volkspark Rehberge zwischen LSG Sperling- und Möwensee erreicht. Weiter geradeaus nach Südwest verläuft der Weg dann gemeinsam mit dem Hauptweg 03 (Heiligenseer Weg) ab Übergang ins LSG am Damwildgehege, Fasanerie, Wildschweingehege vorbei zum Dachsberge. Während der Lübarser Weg nach links ostwärts zum Dohnagestell führt, wendet sich der Parkring nach West über den Schwarzen Graben zur KGA ‚Steinwinkel‘ am Charles-Corcelle-Ring, dessen Namen daran erinnert, dass Wedding zum französischen Sektor gehörte. Der Hauptweg gemeinsam mit dem Radweg Berlin–Kopenhagen verläuft durch die KGA ‚Quartier Napoléon‘ und an der Sportanlage um das Stade Napoléon herum auf der Allée du Stade östlich vom Zentralen Festplatz zum Ufer des Berlin-Spandauer Schifffahrtskanals. Auf dem Uferweg verläuft die Bezirksgrenze zwischen Mitte und Charlottenburg-Wilmersdorf, die die Ortsteile Wedding und Charlottenburg-Nord trennt. Noch vor der Hinkeldeybrücke greift die Bezirksgrenze über den Schifffahrtskanal, so gehört der Uferweg bereits zum Nachbarortsteil. Der Aufstieg auf den Beiweg neben der Autobahn liegt genaugenommen im Ortsteil Tegel.

### Charlottenburg-Nord

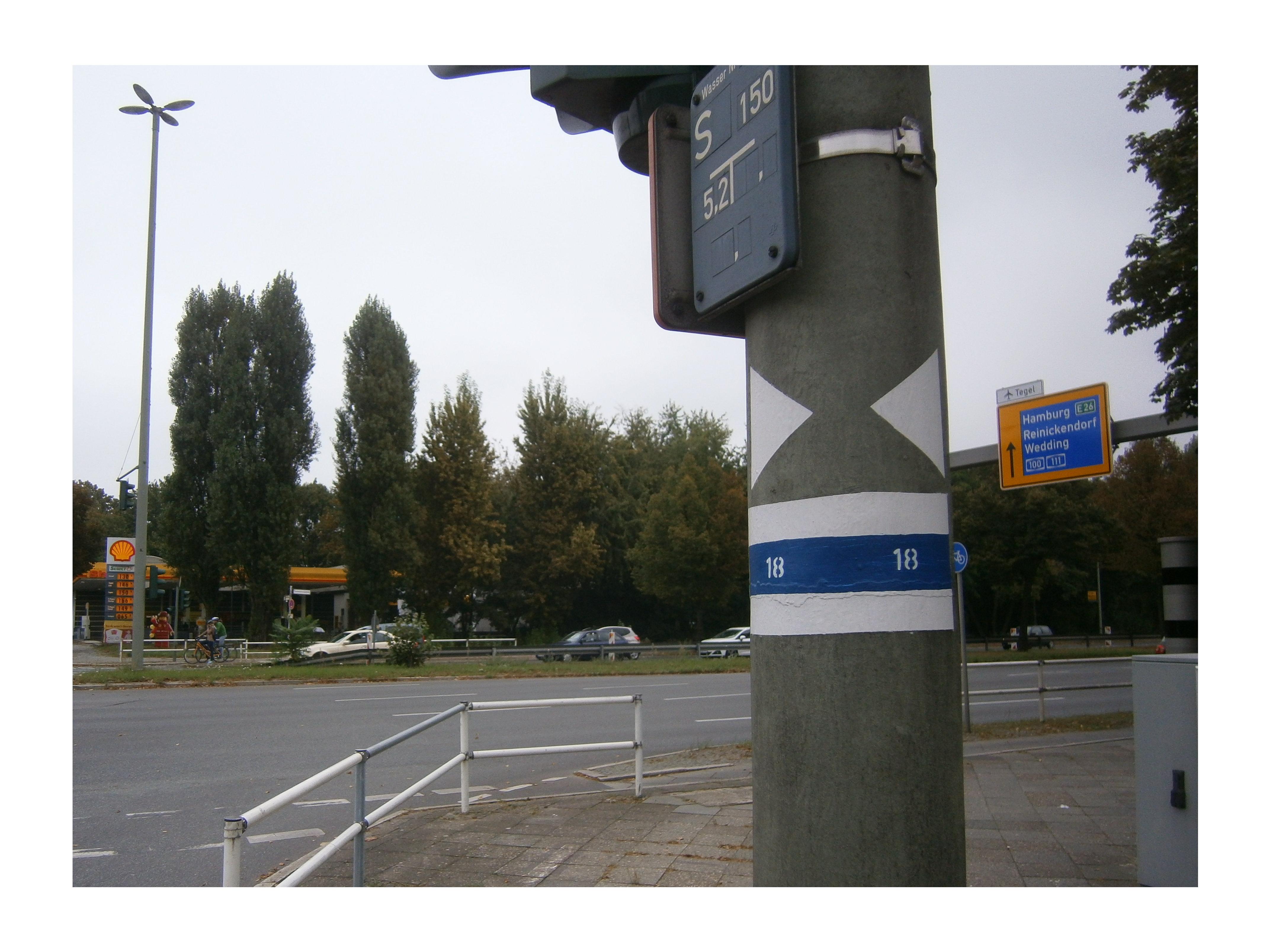
Markierung an der Kreuzung Siemensdamm und Letterhaus-/Nikolaus-Groß-Weg

Auf dem Beiweg der Autobahn wird die Hinkeldeybrücke (Lage) erreicht. Der Radfernweg R1 verbleibt auf dem Uferweg hindurch. Neben der Hinkeldeybrücke führen eine Rampe und Treppe zu dem nebenliegenden Fußgängerübergang. Die Brücke führt die A 111 (Autobahnzubringer Richtung Hamburg, E 26) als verlängerter Kurt-Schumacher-Damm und so auch den Inneren Parkring über den Schifffahrtskanal und den Saatwinkler Damm. Hier führt der Hauptweg über den Parkplatz an der Anschlussstelle 10 durch die Brücke (in der Nähe des ehemaligen Flughafens Tegel) nach Westen hindurch. Unmittelbar danach geht es nach links über die Grünfläche innerhalb des Südwestzweigs der Anschlussstelle 11 und durch die Autobahnzufahrt in das LSG Volkspark Jungfernheide. Der Weg führt autobahnnah nach Süden zum Heckerdamm (östlich die Anschlussstelle 12 [Heckerdamm]) und in das Wohngebiet Heilmannring (vorbei an Habermann-, Hofacker- und Dahrendorfzeile) und über die U-Bahn-Linie U7 (nahe dem U-Bahnhof Halemweg) im Bogen der Straße zum Letterhausweg (Karten), der nach links begangen wird. Der Siemensdamm wird vom Letterhaus- zum Nikolaus-Groß-Weg überquert. An der Nordostecke der Kreuzung beginnt der Ortsteil Siemensstadt (Bezirk Spandau) jedoch der Innere Parkring auf der Nord-Charlottenburger Seite nach links in den Nonnendamm. Dies ist die historische Trasse südlich um die Nonnenwiesen, die vom Siemensdamm abgelöst wurde. Vor der Brücke auf die Schleuseninsel führt der Hauptweg unter der Autobahn hindurch am Nordufer der Neuen Schleuse und des Westhafenkanals zum Tegeler Weg.

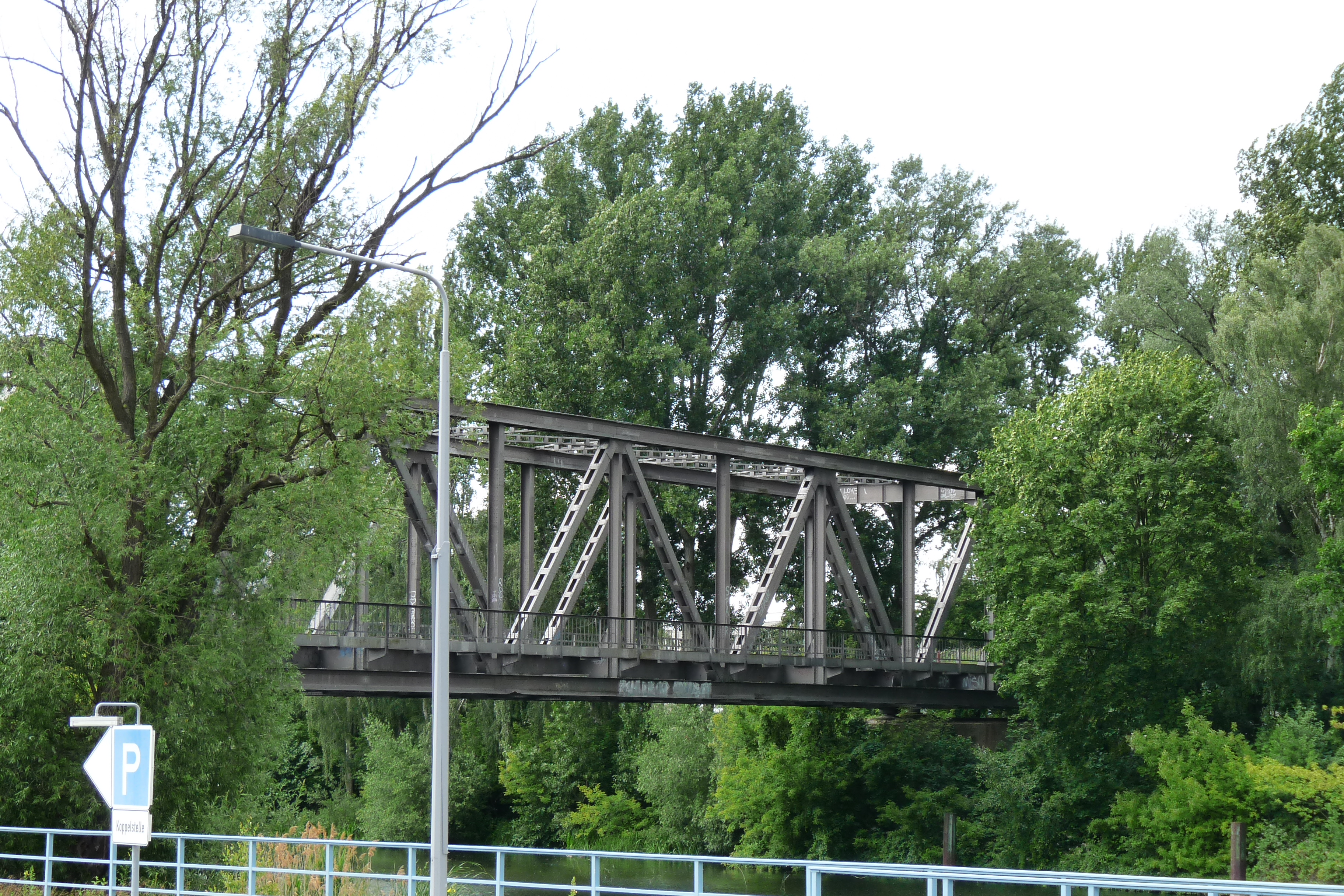
Ehemalige S-Bahn-Brücke an der Schleuse Charlottenburg

Die „Idealführung des Parkrings“ soll dem Nonnendamm über die Brücke folgen. Begehbar ist der Abschnitt der Straße mit historischem Straßenbelag südlich von Schleuse Charlottenburg am Westhafenkanal und der KGA ‚Bleibtreu II‘ und nördlich der Spree. Die Alte Schleuse Charlottenburg im Ortsteil Charlottenburg versperrt den Weg auf die Spreeinsel, von der es über das Wehr, das der Spree den Weg zu den Schleusen vorgibt. Mit dem geeigneten Umbau des Spreewehrs würde das Südufer erreicht werden, wo der Spreeweg/Berliner Urstromtal am Uferweg um die KGA ‚Schleusenland‘ und unter der Eisenbahnbrücke Jungfernheide den Hauptweg 18 im Schlossgarten Charlottenburg zu seiner (temporären) Umgehung führen könnte.
Der Innere Parkring (Stand: 2014) verbleibt auf dem Weg durch die A 100 hindurch in Charlottenburg-Nord nördlich der Schleuse Charlottenburg und dem Westhafenkanal und nutzt den Seitenweg zum Tegeler Weg, eine 40 Meter breite zweibahnige, jeweils dreistreifige Straße. Ohne diesen zu queren, führt der Hauptweg 18 über die Mörschbrücke und den Weg hinab ans Ufer von Spree/Westhafenkanal und auf diesem Uferweg liegt die Ortsteilgrenze, sodass der Ortsteil vor der Eisenbahnbrücke verlassen wird. Dieser Uferweg gegenüber der Schleuseninsel ist seinerseits Bestandteil des „Uferweg Charlottenburger Insel“, der an der Spree nach Süden und Osten zum Spreekreuz (hier mündet der Landwehrkanal) führt, am Charlottenburger Verbindungskanal nach Norden und schließlich nach Westen am Westhafenkanal zurück.

### Charlottenburg

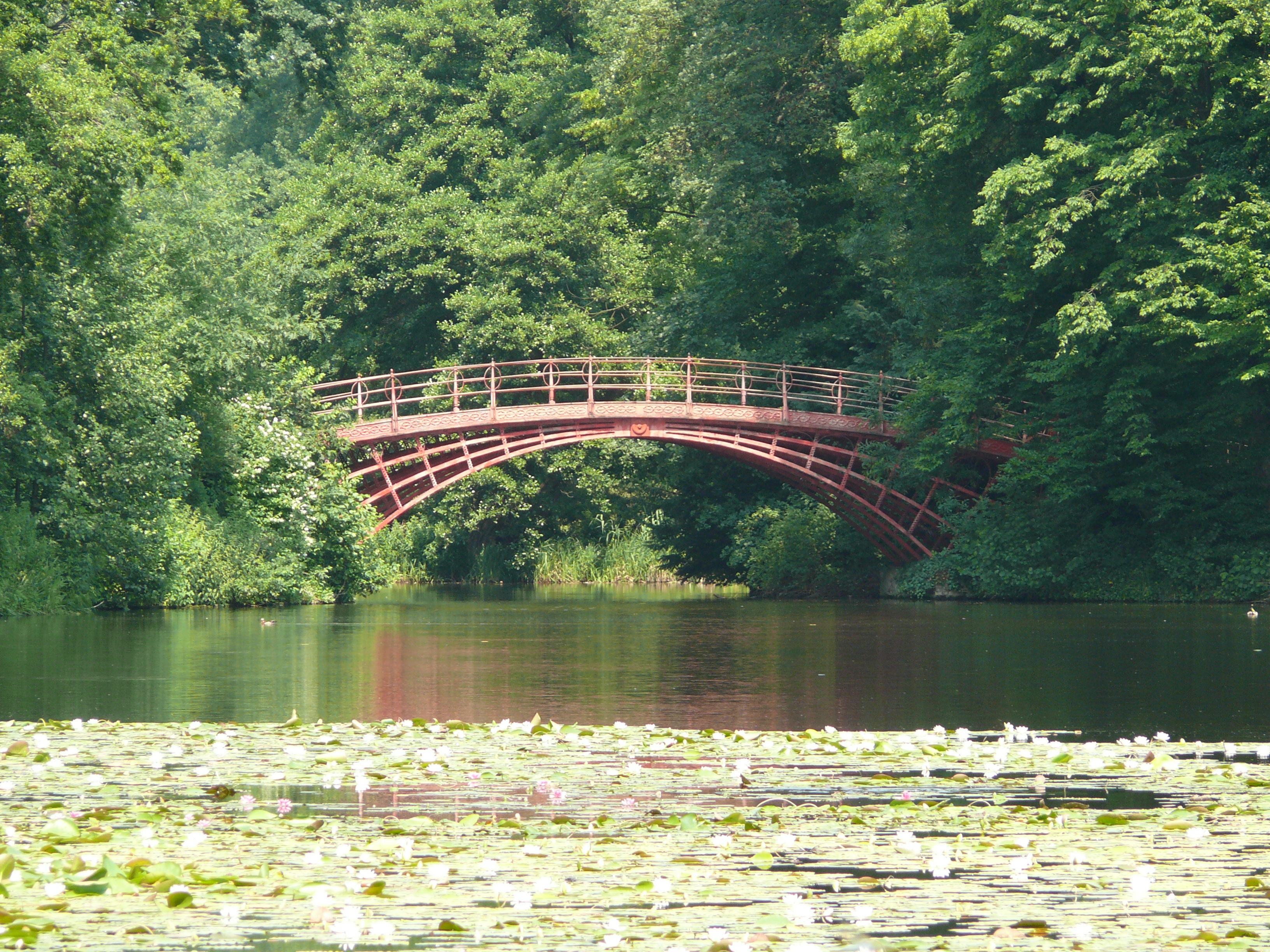
Hohe Brücke im Schlosspark Charlottenburg

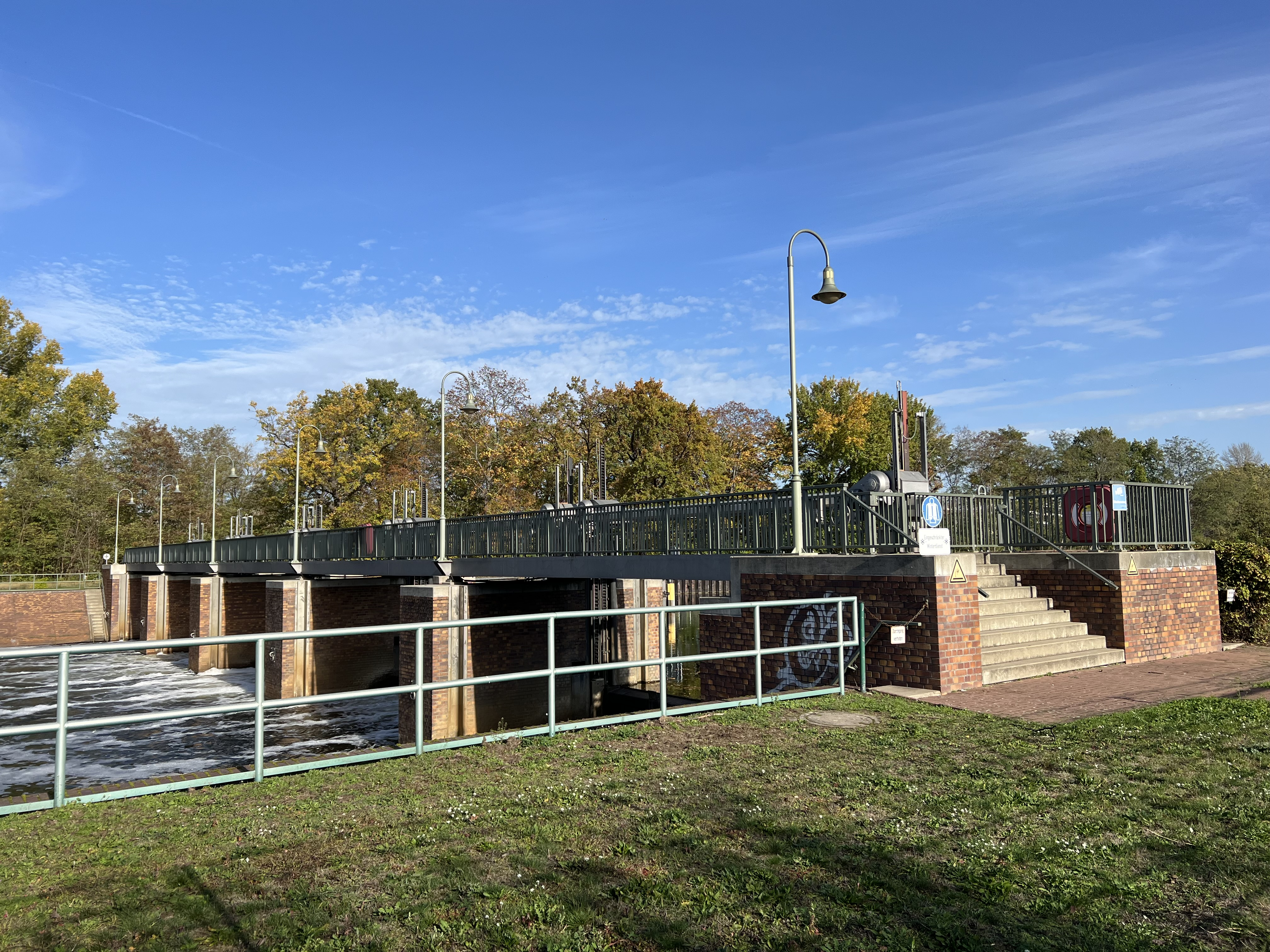
Das Spreewehr in Höhe der Schleusen

Etwa 20 Meter vor der Eisenbahnbrücke am Uferweg geht es in den Ortsteil Charlottenburg. Unter der sechsgleisigen Eisenbahnbrücke hindurch geht es über Treppen zur Fußgängerbrücke neben der Spree-Bahnbrücke zum Obelisken im Schlossgarten Charlottenburg. Gemeinsam mit dem Spreeweg und dem Europa-Fernwanderweg E11 liegt die Wegetrasse im Schlossgarten nahe dem Westufer der Spree nach Süden am rechtsliegenden Karpfenteich vorbei. Am Schinkelpavillon vor der Schloßbrücke trennen sich die Hauptwege wieder, der Innere Parkring zum Luisenplatz führt um das Schloss Charlottenburg zum Spandauer Damm. Zwischen Museum Berggruen und Sammlung Scharf-Gerstenberg auf dem grünen Mittelstreifen der Schloßstraße bis zur Kreuzung mit Zille-/Knobelsdorffstraße nach rechts zum Kläre-Bloch-Platz. Vom Platz führt schräg nach Südwest die Wundtstraße zum Kaiserdamm (in der Nähe der U-Bahnhof Sophie-Charlotte-Platz). Auf dem Kaiserdamm verläuft ein Abschnitt der B 1/B 5. Über den Kaiserdamm zur Witzlebenstraße hinüber wird am Erwin-Barth-Platz (begrüntes Zwischenstück Wundtstraße im Park) der Lietzenseepark erreicht, in dem der Lietzensee am Nord- und Westufer, dabei unter der Lietzenseebrücke hindurch, begangen wird. Am Südende des Sees, an der Terrasse, wird die Dernburgstraße erreicht, die, nachdem sie überquert wurde, in die Rönnestraße führt. Zwischen Rönnestraße (Südseite) und Bahngelände führt der Hauptweg auf der Grenze zwischen Charlottenburg und Halensee entlang zur Bahnunterführung (noch in Charlottenburg) an der Holtzendorffstraße zum Kracauerplatz, dieser Platz liegt in Charlottenburg, an ihm verlässt der Hauptweg 18 den Ortsteil.

### Halensee

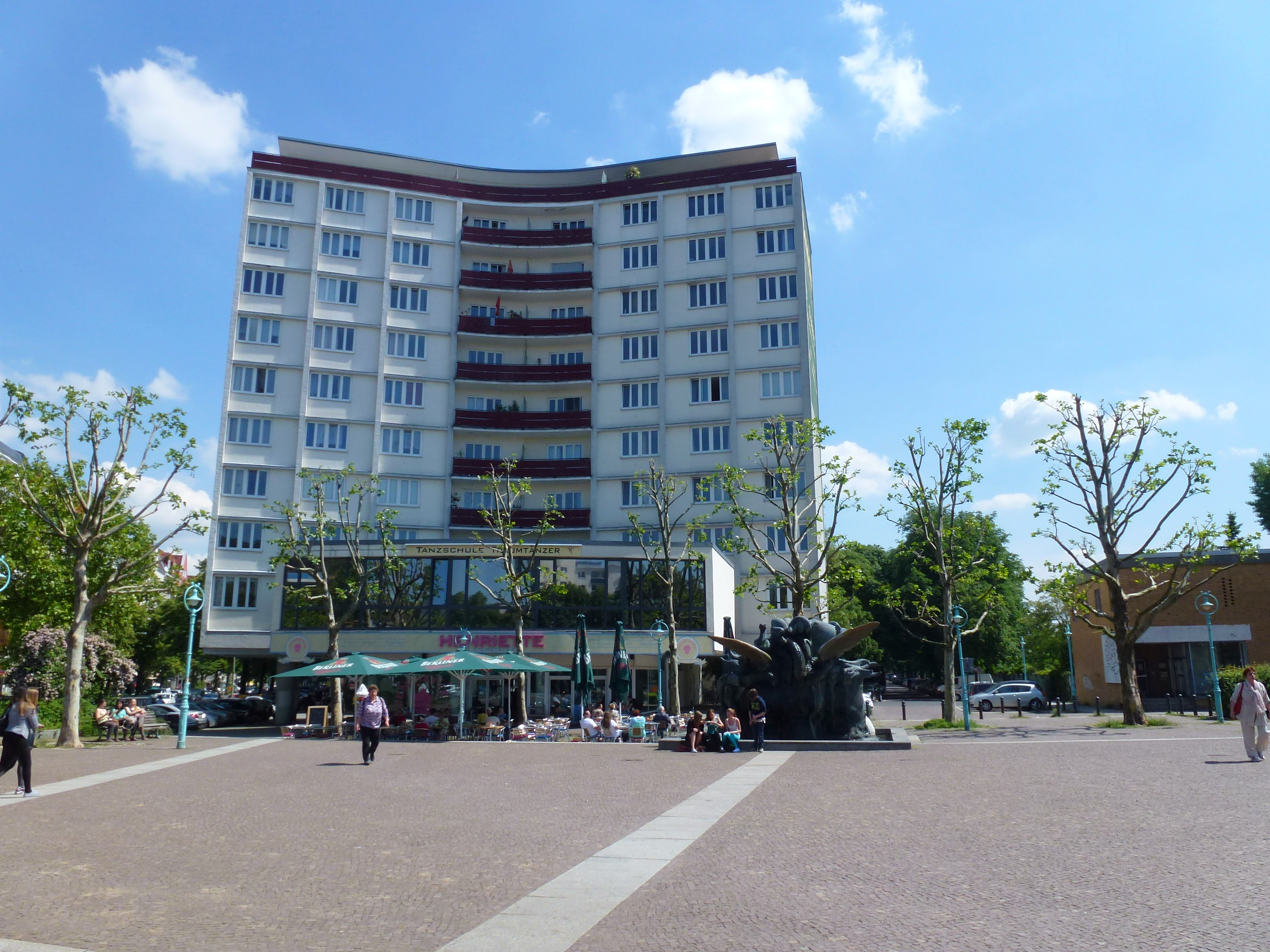
Halensee, Henriettenplatz

Vom Kracauerplatz geht es nach rechts in die Heilbronner Straße in den Ortsteil Halensee hinein. Neben der Bahnlandwirtschaft Lützenstraße am Ende der Heilbronner Straße führt der Hauptweg nach links durch die Georg-Wilhelm-Straße zum Henriettenplatz am Kurfürstendamm. Weiter geht es rechts zur Kurfürstendammbrücke über den Stadtring der Bahn, hinter der Brücke nach rechts in die Bornstedter Straße, von der ein Weg zur Fußgängerbrücke (Trabener Steg) über die beiden Äste der Halenseestraße und die Stadtautobahn führt.

### Grunewald

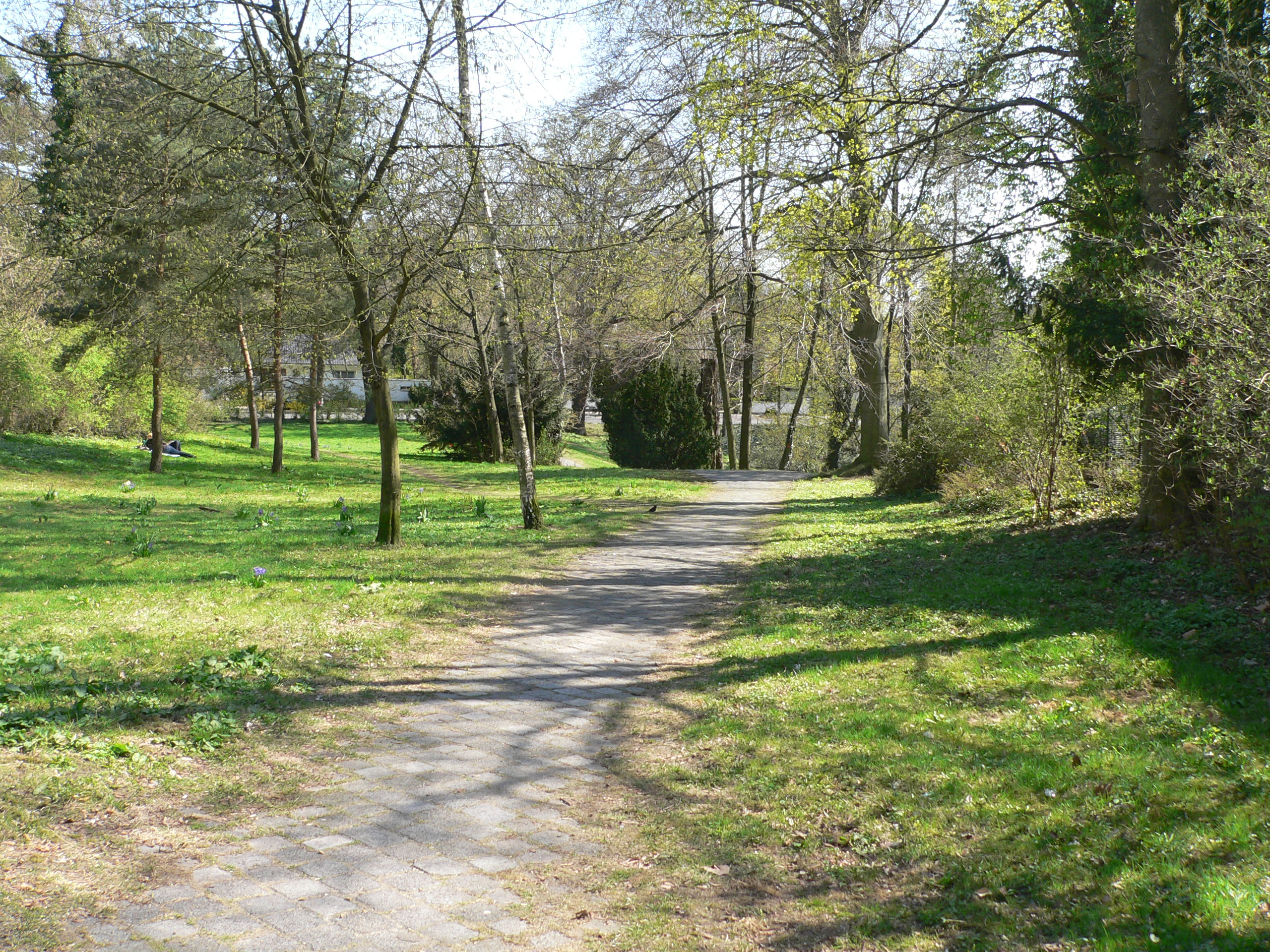
Grunewald am Koenigssee

Am östlichen Ende des Trabener Stegs, der neben der Bahnbrücke liegt, erfolgt der Wechsel von Halensee in den Ortsteil Grunewald. In Grunewald stößt der Weg auf die Bahnlandwirtschaft (BLW) ‚Trabener Straße‘ und führt weiter durch den Friedenthalpark zum Ufer des Halensees. Gegenüber der Insel im Halensee geht es über Treppen zur Trabener und Erbacher Straße, vorbei an der Niersteiner Straße, über die Erdener Straße und zum Beginn von Hauptweg 11 (Wannseeweg). Beide Wege führen am Ostufer des Koenigssees zur Koenigsallee und über die Koenigsalleebrücke mit dem Zusammenfluss von Hertha- und Koenigssee. Der Wannseeweg führt nach Westen weiter und der Innere Parkring nach Osten auf die Delbrückstraße, Bismarckallee und durch die Bismarckbrücke am Südufer des Hubertussees entlang zur Hubertusallee. Die Hubertusallee wird zur schräg abgehenden Franzensbader Straße überquert und an der Ortsteilgrenze zu Schmargendorf am Talgraben (mit seiner Verbindung zum Hubertussee) entlang führt der Hauptweg weiter durch die Reinerzstraße zur Auguste-Viktoria-Straße, nach der der Ortsteil verlassen wird.

### Schmargendorf
Mit deren Überquerung der Auguste-Viktoria-Straße ist Schmargendorf erreicht und die Verlängerung der Reinarzstraße führt in die Parkanlage auf dem Flinsberger Platz bringt wieder ‚Parkfeeling‘, bevor es über den Hohenzollerndamm durch Landecker Straße über Cunostraße und durch die Fritz-Wildung-Straße wieder in Grünflächen und an Sportanlagen vorüber geht. Am Sportplatz Wilmersdorf geht es nach links unter anderem vom Talgraben weg zum Hohen Bogen, einer verspannten Stahlträgerbrücke über Autobahnring und der parallel verlaufenden Ringbahn. Die Ortsteilgrenze liegt dabei so, dass der Autobahnteil der Brücke zu Schmargendorf gehört.

### Wilmersdorf

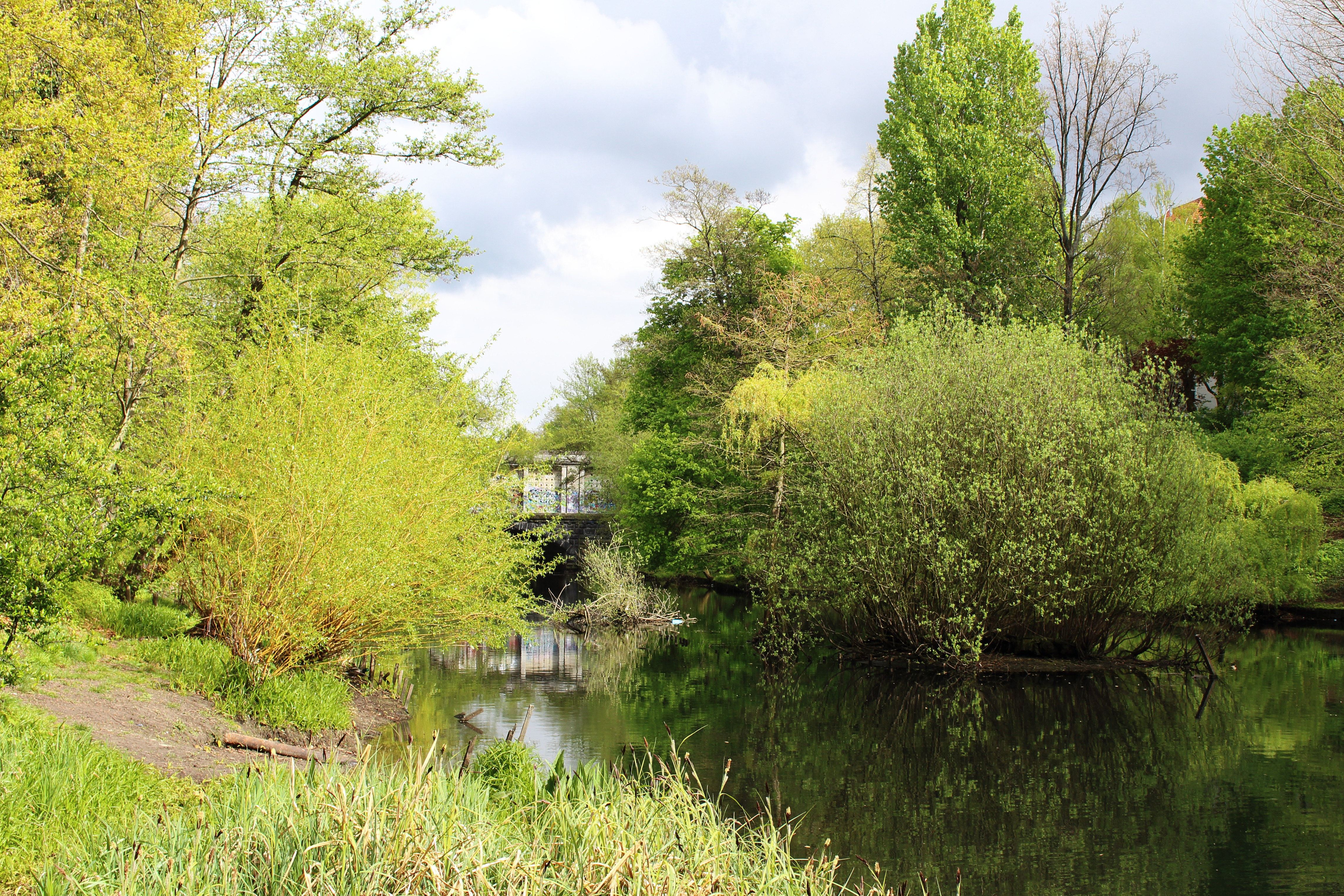
Am Fennsee in Wilmersdorf

Auf der Brücke wird oberhalb der Autobahn und der Ringbahn von Schmargendorf nach Wilmersdorf gewechselt. Auf der Wilmersdorfer Seite (ab Bahnteil der Brücke) führt der Weg zur Rudolstädter Straße, auf der die Autobahnzufahrt von der Anschlussstelle 1 (Konstanzer Straße) zum Kreuz Wilmersdorf (A 100 mit A 103 und A 104) unterquert wird. An der Ecke Kalischer Straße führt der Hauptweg am Südrand des Friedhofs Wilmersdorf und am Nordufer des Fennsees durch den Volkspark Wilmersdorf weiter. Unterbrochen wird der Grünzug von der Barstraße (Barbrücke), der Kreuzung Mecklenburgische/Uhlandstraße und Blissestraße (360 Meter vom U-Bahnhof Blissestraße), der mit einer Fußgängerbrücke überspannten Bundesallee (450 Meter zum U-Bahnhof Berliner Straße und nach Süden 630 Meter vom S- und U-Bahnhof Bundesplatz), der als Fahrradstraße ausgebildeten Prinzregentenstraße. Die Kufsteiner Straße wird durch den Volkspark Wilmersdorf zwar nicht als Verkehrsstraße hindurchgeführt, allerdings liegt an dieser Trasse die Bezirksgrenze Charlottenburg-Wilmersdorf zu Tempelhof-Schöneberg und der Ortsteil wird verlassen.

### Schöneberg

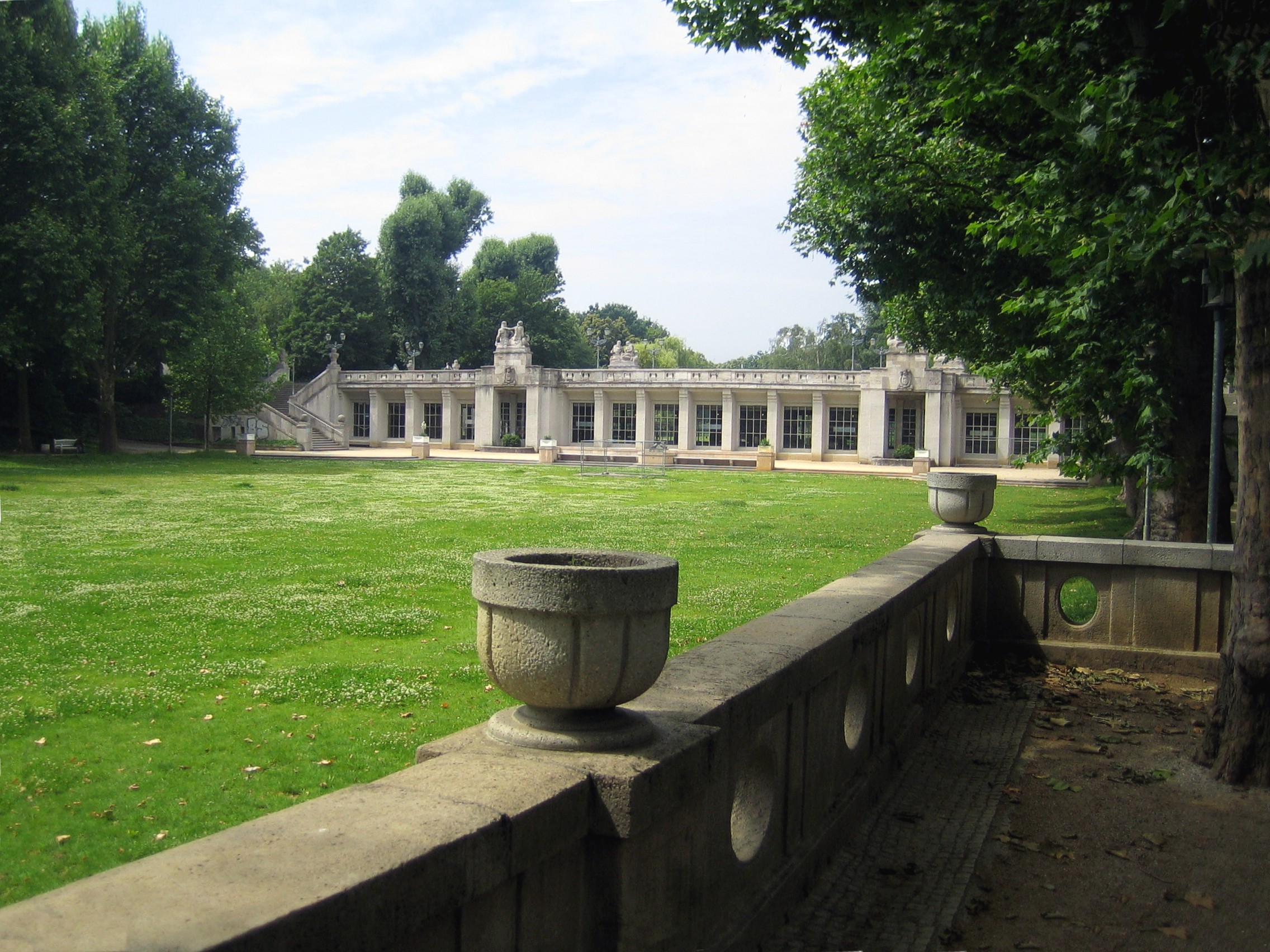
Rudolph-Wilde-Park

Mit dem Bezirkswechsel ist der Ortsteilwechsel nach Schöneberg auf dem Inneren Parkring. Von der Bezirksgrenze (Wilmersdorf/Schöneberg) an der Kufsteiner Straße geht es weiter im Volkspark, der im Ortsteil Rudolf-Wilde-Park heißt und von der (hier autofreien) Innsbrucker Straße mit der U-Bahn-Linie U4 gequert wird. Am Ententeich bietet der U-Bahnhof Rathaus Schöneberg eine weitere Möglichkeit, den Inneren Parkring zu betreten oder zu verlassen. Ostwärts geht es 200 Meter zum Ostende des Parks an der Martin-Luther-Straße mit dem John-F.-Kennedy-Platz vor dem Rathaus Schöneberg. Es sind Martin-Luther- und Dominicusstraße zu queren, um die hier nach Nordost abgehende Belziger Straße zu erreichen. Von dieser nach rechts ab ist der Heinrich-Lassen-Park erreicht, durch den es zur Bundesstraße 1 (Hauptstraße) geht. Der grüne Hauptweg geht schräg nach links weiter und in Höhe der Albertstraße wird die Hauptstraße vor dem Platz überquert, die Albertstraße über die Feurigstraße hinweg zur Ebersstraße und in dieser weiter nach links. An der Teltow-Grundschule führt ein Übergang über die S-Bahn-Trasse der Linie S1 zur Cheruskerpark genannten Rasenfläche nördlich der Veranstaltungshalle des ehemaligen Gasometers. An der Cheruskerstraße zur Leuthener Straße nach links über Goten-, Leber-, Gustav-Müller- und Naumannstraße hinweg zwischen Wohnhäusern an der Straße gelegen, wird an der letzteren der Nord-Süd-Weg (grüner Hauptweg 05) gekreuzt. Durch die grüne Brachfläche mit der Hertha-Block-Promenade die Wilhelm-Kabus-Straße überquert und der Weg zum Alfred-Lion-Steg begangen. Nördlich vom S- und Fernbahnhof Südkreuz führt dieser Steg zunächst über die zweigleisige S-Bahn- und dann über die viergleisige Fernbahn-Trasse.

### Tempelhof

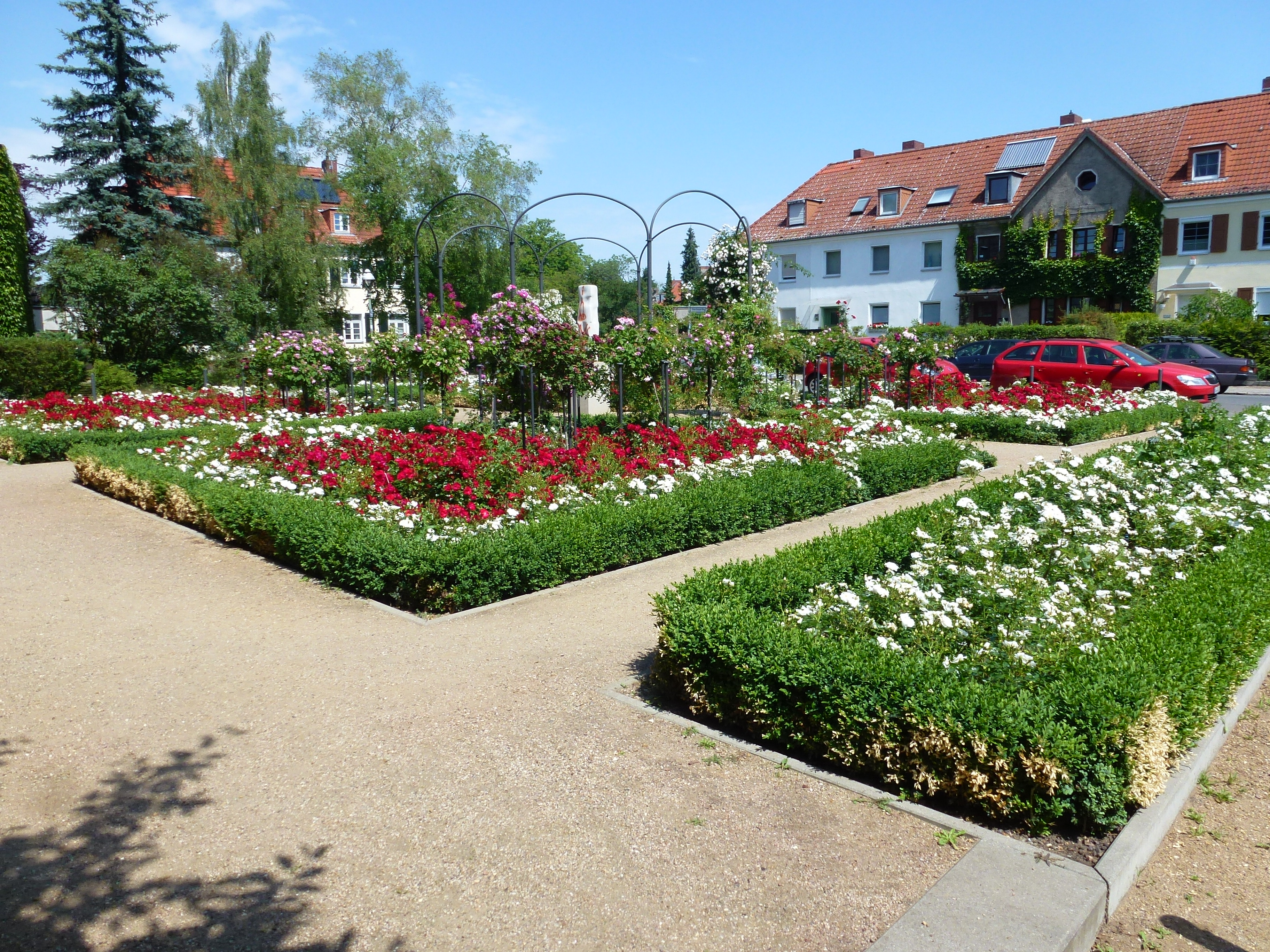
Am Rumeyplan in Tempelhof

Am Ende des Alfred-Lion-Stegs wechselt an der General-Pape-Straße der Parkring über das Bahngelände von Schöneberg nach Tempelhof. Geradeaus weiter auf der Hertha-Block-Promenade führt der Weg in der Gontermannstraße zum Loewenhardtdamm und auf diesem nach rechts zum Parkring in die Gartenstadt Neu-Tempelhof. Dem Parkring rechtsherum folgend (Bäumer- und Rumeyplan) wird über die Manfred-von-Richthofen-Straße hinweg die Kreuzung Bundesring/(Rumeyplan)-Peter-Strasser-Weg erreicht und auf diesem der Weg fortgesetzt. Der Hauptweg 15 trifft hier auf den Tempelhofer Damm (B 96), der nun noch zum ehemaligen Flugplatz hinüber zu überwinden ist. An der vormals gesperrten Zufahrt zum Flughafengelände kann die Tempelhofer Freiheit betreten werden. 220 Meter weiter nördlich liegt der U-Bahnhof Paradestraße (Linie U6) am Flughafengebäude, dem längsten Gebäude in Europa. Auf dem nun zugänglichen Gelände der Freiheit führt ein Weg zum Westende der nördlichen Start- und Landebahn und weiter über den die ehemaligen Runway zum Westende der südlichen Betonbahn, an der der Parkring (laut Definition im FIS-Broker) endet oder seinen südlichen Einstiegspunkt hat. 200 Meter zum Tempelhofer Damm liegt der Bahnhof Tempelhof mit Anschluss an die Ringbahn (Linien S41, S42, S45 und S46) und die U-Bahn-Linie U6.

## Nahverkehrsanschlüsse
Das Berliner Schnellbahnnetz des ÖPNV ist vom Inneren Parkring aus durch seinen Innenstadtverlauf an mehreren Stationen erreichbar.
- S+U-Bahnhof Tempelhof
- S-Bahnhof Südkreuz
- S-Bahnhof Schöneberg
- U-Bahnhof Rathaus Schöneberg
- S-Bahnhof Halensee
- S-Bahnhof Berlin Messe Nord/ZOB
- S+U-Bahnhof Jungfernheide
- U-Bahnhof Rehberge
- U-Bahnhof Franz-Neumann-Platz
- S-Bahnhof Bornholmer Straße
- S+U-Bahnhof Schönhauser Allee
- S-Bahnhof Prenzlauer Allee
- S-Bahnhof Greifswalder Straße
- S-Bahnhof Frankfurter Allee
- U-Bahnhof Samariterstraße
- U-Bahnhof Schlesisches Tor
- U-Bahnhof Leinestraße